# ユニバーサル・シリアル・バス

USBのマーク

ユニバーサル・シリアル・バス（英: Universal Serial Bus、略称：USB、ユーエスビー）は、コンピュータ等の情報機器に周辺機器を接続するためのシリアルバス規格の1つ。ユニバーサル（汎用）の名の示す通り、ホスト機器にさまざまな周辺機器を接続するためのペリフェラルバス規格であり、最初の規格となるUSB 1.0は1996年に登場した。現在のパーソナルコンピュータ周辺機器において、最も普及した汎用インターフェース規格である。
USB規格では、1つのバスについて周辺機器は理論上の最大で127台接続可能である。接続口が足りない場合には、ツリー状に拡張できるUSBハブの使用も想定している。プラグアンドプレイにも対応しており、規格制定当時の一般的な外部インターフェースでは不可能だったホットスワップも可能としていた。
ホストバスアダプタからの周辺機器への電源供給を規定している（バスパワー）。そのため従来のコンピュータ周辺機器だけでなく、事務用品や携帯電話、デジタルオーディオプレーヤー、日用品や便利グッズなど多様な機器へ電力を供給をする用途にも使用されるようになった。USBのコネクタを持ちつつ、この電力供給機能に特化したデータ通信を一切行わないという充電専用ケーブルも販売されている。
USBはホスト機器と周辺機器を接続する規格であり、ホスト同士・周辺機器同士の直接接続にはUSB On-The-Go対応機器を除いて非対応で、電力供給能力が低いといった限界や柔軟性に欠ける部分はあるものの、現在のパーソナルコンピュータ環境では利便性に優れ、周辺機器との接続に最も使用される規格である。特に外部記憶デバイスとして扱えるUSB接続のUSBメモリは可搬性の高さからよく利用されている。
USB 3.1 Gen 2 以上の最大転送速度は10 Gbps、USB 3.2 Gen 2x2 以上で 20 Gbps、USB4 Gen 3x2 以上で 40 Gbpsとなる。

## 設立

SuperSpeed USBのロゴマーク

従来からのRS-232CシリアルポートやIEEE 1284パラレルポート、PS/2コネクタの置き換え（後々、レガシーポートとも呼ばれるようになる）を狙ってコンパック、ディジタル・イクイップメント・コーポレーション (DEC)、IBM、インテル、マイクロソフト、NEC、ノーテルネットワークスの7社が合同で1994年に開発を行い、その後1998年にAppleがiMacを発売したこと、同年登場のWindows 98において正式にサポートされたことで一気に普及した。
さらにUSB 2.0/3.0の登場によって転送速度が大幅に向上し、従来はIDEやSCSI、イーサネットなど高速転送規格が必要だったハードディスクドライブ等の機器との接続にも用いられている。
USB 3ではマイナーバージョンが乱立し、ユーザーに混乱を引き起こした。USB Promoter GroupのCEO、Brad SaundersはUSB 3における混乱を受けて、USB4を元にした新規格が作られた際には、マイナーバージョンではなく新名称を与える方針を公表した。

## 規格所有者
当初はインテル、コンパック（現：ヒューレット・パッカード）、ディジタル・イクイップメント・コーポレーション（現：ヒューレット・パッカード）、ノーザンテレコム（現：ノキア）、マイクロソフト、IBM、NECが仕様を策定したが、2017年9月現在では、NPOのUSBインプリメンターズ・フォーラム (USB-IF) が仕様の策定や管理などを行なっている。USB-IFは、インテル、ヒューレット・パッカード、マイクロソフト、ルネサスエレクトロニクス、Apple、STマイクロエレクトロニクスの6社が主導企業であり、合計996社で構成される。
類似独自規格の乱立を防ぐ目的で特許自体は存在しているが、特許使用料は無料とされている。なお、USBデバイスの製造においては製造者を識別するためのベンダーIDの申請を行う必要がある。
多くの他のバス規格では、特許料の支払いの関係で個別での契約が必要であるなど、中小法人の参入が難しかったのに対し、USB規格ではルールさえ守れば事実上誰でも参入可能なことが普及を促進したと言われており、玩具など幅広い機器が発売されている。

## USBの各世代
USB規格は、最大転送速度の向上などを求めて何度か規格が拡張されている。これらは1.1から4まで上位互換であり、機能や性能が下位規格に縛られる事を除けば、下位規格品と上位規格品を接続しても正しく動作する事が求められている。

USBとThunderboltの転送速度。ただし、Thunderbolt3は映像用の帯域を含めた値であり、データ転送速度は22 Gbps–8 Gbpsの間となる。

| 規格名（旧名称）                              | 仕様発行日    | 最大データ転送速度（実効速度）                          | 最大伝送距離                | 給電能力 (5V)                                                  | 備考                                                      |
| --------------------------------------------- | ------------- | ------------------------------------------------------- | --------------------------- | -------------------------------------------------------------- | --------------------------------------------------------- |
| USB 1.0                                       | 1996年1月     | 半二重12 Mbps (1.5 MB/s)                                | - 5 m - USB Type-Cは4 mまで | - 500 mA - USB Power Delivery対応のUSB Type-Cは1.5 Aまたは3 A  |                                                           |
| USB 1.1                                       | 1998年9月     | 半二重12 Mbps (1.5 MB/s)                                | - 5 m - USB Type-Cは4 mまで | - 500 mA - USB Power Delivery対応のUSB Type-Cは1.5 Aまたは3 A  |                                                           |
| USB 2.0                                       | 2000年4月     | 半二重480 Mbps (60 MB/s)                                | - 5 m - USB Type-Cは4 mまで | - 500 mA - USB Power Delivery対応のUSB Type-Cは1.5 Aまたは3 A  |                                                           |
| - USB 3.2 Gen 1 - (USB 3.1 Gen 1) - (USB 3.0) | 2008年11月    | 全二重5 Gbps (500 MB/s)                                 | - 3 m - USB Type-Cは2 mまで | - 900 mA - USB Power Delivery対応のUSB Type-Cは1.5 Aまたは3 A  | SuperSpeed USB                                            |
| - USB 3.2 Gen 2 - (USB 3.1 Gen 2)             | 2013年8月     | 全二重10 Gbps (1.21 GB/s)                               | 1 m                         | - 1000 mA - USB Power Delivery対応のUSB Type-Cは1.5 Aまたは3 A | SuperSpeed USB 10Gbps                                     |
| USB 3.2 Gen 2x2                               | 2017年9月25日 | 全二重20 Gbps (2.42 GB/s)                               | 1 m                         | - 1000 mA - USB Power Delivery対応の場合は1.5 Aまたは3 A       | - SuperSpeed USB 20Gbps - USB Type-Cのみ対応              |
| - USB4 Version 1.0                            | 2019年9月3日  | - 全二重20 Gbps (2.42 GB/s) - 全二重40 Gbps (4.85 GB/s) | 0.8 m                       | - 1000 mA - USB Power Delivery対応の場合は1.5 Aまたは3 A       | - USB4™ 20Gbps - USB4™ 40Gbps - Thunderbolt 3を基盤とする |
| USB4 Version 2.0                              | 2022年11月    | 全二重80 Gbps (8 GB/s)                                  |                             |                                                                |                                                           |

### USB 1.0
1996年1月発表。最大12 Mbps (1.5MB/s)。

### USB 1.1
1998年9月発表。USB 1.0の規格仕様を電源管理等について改善した。最大12 Mbps (1.5MB/s)。

### USB 2.0
2000年4月発表。USB 1.1の規格仕様に、High-Speedモード（最大480 Mbps）を追加した。
480 MbpsのHigh-Speed転送やそれをサポートする機器と、規格のバージョン番号であるUSB 2.0を同一の意味で使う場合があるが、これは誤用である。USB 2.0規格では依然としてFull-SpeedデバイスおよびLow-Speedデバイスは設計および製造が可能でかつ販売および利用が可能である。USB-IFではHigh-Speedであることを明示したいような場合の用語として"Hi-Speed USB"を使うように指導している。

### USB 3.0
USB-IFにより規格標準化が進められ、2008年8月のIntel Developer Forumにて、revision 1.0が2008年第4四半期に登場すると明言され、同時にピンの仕様とコネクタおよびケーブルのプロトタイプが出席者に対して公開された。その後、正式な通称が「SuperSpeed USB」とされ、ロゴも公開された。2008年9月には暫定規格であるrevision 0.9が決定された。
2008年11月17日に「SuperSpeed USB Developers Conference」上で正式な仕様が発表され、USB 3.0規格はrevision 1.0として正式なものとなった。
USB 3.0は、物理的な後方互換性を保ちつつ、最大データ転送速度が5 Gbps（ただし、8ビットのデータが10ビットの信号に変換されて送られるので、実際のデータ転送速度は4 Gbps = 500 MB/sが上限）となった。ピンの数が標準では5本増えて9本となり、USB On-The-Go対応のオプションでは計10本となるが、ピン形状が工夫されUSB 1.1やUSB 2.0対応の（標準）A端子、（標準）B端子、マイクロB端子との物理的な後方互換性は確保されたが、ミニUSBは規格から消滅した。
ピンの数が増えた理由は、USB 2.0以前とUSB 3.0以降で完全に別の信号線を使用するからである。つまり、USB 3.0以降はUSB 2.0以前と別の技術で動作している。
符号化方式がUSB 2.0のNRZIに対して8b/10bとPRBSが採用され、通信モードも半二重から全二重（単信2組）となる。物理層にはPCI Express 2.0の技術が準用されている。携帯機器への配慮から消費電力の削減が強く求められ、SuperSpeedではポーリングが排除され、4つの待機モードも新たに設けられた。
また、USB 3.0対応機器のコネクタの絶縁体部には1.1／2.0との区別のため青色を使用することが推奨されている。
電磁放射ノイズのピークを下げるために、スペクトラム拡散クロックが必須とされた。光伝送も含まれる予定だったがコスト面からの反対が多く、revision 1.0での導入は見送られた。光伝送技術の導入に積極的なインテル社は、将来の採用を構想している。
放射電磁雑音対策のために、信号ケーブルにはシールド付きの物を使用するが、規格である3 mの伝送距離を満たした試作品は直径6 mmあり、携帯機器によってはUSBケーブルで宙に浮いてしまう。そういった事態を避けるために今後、伝送距離を1 m程度に短くし、伝送損失が許される範囲の規格で更に細い信号ケーブルを使う事も検討されている。
USB 3.0がチップセットに内蔵されることでマザーボードの標準機能に含まれるのは、AMD社ではA75、Intel社ではIntel 7シリーズからである。
増設インターフェイスカードを使用する際には、通信速度のボトルネックに注意が必要となる。USB 3.0の1ポートあたりの最大転送速度は5 Gbpsであり、PCI Express x1 (Gen 2) の最大転送速度も5 Gbpsであるため、市場に多く出回っているPCI Express x1のインターフェイスカードを増設した場合、USB 3.0を2ポート以上接続して利用するとPCI Express x1の転送速度がボトルネックとなる。これを避けるために、PCI Express x4スロットで接続するインターフェイスカードも登場している。また、PCI Express x1のマザーボードからの最大供給電力は10 Wであるが、USB 3.0の2ポートに規格上限の電力を供給すると9 Wとなり、カード自体の消費電力と合わせると不足する。このため、多くのPCI Express x1のインターフェイスカードには、電源ユニットからの電力線を接続する補助電源端子が備わっている。
2012年までの多くのパソコンで、USB 3.0が1ポート（もしくは2ポート）と残りがUSB 2.0ポートという組み合わせにされている理由は、(1) 2009年の時点でUSB 3.0コントローラーを市場に供給できる唯一のメーカーであったルネサスのUSB 3.0コントローラが技術的に2ポートまでしか対応していないこと、(2) USB 3.0の要求する電力がUSB 2.0よりも高く、容量の大きな電源が必要になってくること、および、(3) チップセット内蔵の場合、CPU⇔サウスブリッジ間のバス・バンド幅が現状では十分でないため、現状では全てのポートをUSB 3.0化することは技術的に不可能であること、などが原因である。ほどなくVIAなどの各製造メーカーもUSB 3.0に対応し、また4ポート対応のコントローラーも開発されるなどで、登場から5年後の2014年頃には特にポートの少ないノートパソコンではUSB 3.0への完全対応がなされた。

### USB 3.1
2013年8月1日、USB 3.0 Promoter GroupはUSB 3.1規格の策定完了を発表した。USB 3.1は、以下のようにUSB 3.0を取り込んでいる（GenはGenerationの意）。
- USB 3.1 Gen 1 (05 Gbps) ← 従来のUSB 3.0のこと
- USB 3.1 Gen 2 (10 Gbps) ← USB 3.1で新しく拡張

USB 3.1 Gen 2モードはSuperSpeedPlus USBで10 Gbpsの転送を可能とする。
SuperSpeedPlus USB 10 Gbpsでは信号転送速度を5 GHzから10 GHzにアップ、データエンコードも8b/10bからより効率的な128b/132b の採用など物理レイヤーを変更することで現行のSuperSpeed USBの2倍の実効データスループット性能を実現している。一方でソフトウェア階層やデバイスのプロトコルといった論理レイヤーは現行のUSB 3.0と共通で、USB 3.1 Gen 1モードでは5 GbpsのUSB 3.0と同様に使用でき、Gen 1モード・Gen 2モードのいずれもUSB 3.0ハブ・デバイス・ケーブルとの互換性は保たれている（ただしUSB 3.0ハブ下の機器は5 Gbpsでの転送となる）。
この結果、USB 3.1対応機器はUSB 1.1/2.0の論理レイヤー＋USB 1.1/2.0の物理レイヤー、USB 3.xの論理レイヤー＋USB 3.0の物理レイヤー、USB 3.xの論理レイヤー＋USB 3.1の物理レイヤー という3パターンの内部動作が要求される複雑なものとなっている。

### USB 3.2
2017年7月25日、USB 3.0 Promoter GroupはUSB 3.2規格を発表。2017年9月25日に正式リリースされた。
USB 3.2は、以下のようにUSB 3.0と3.1を取り込んでいる（GenはGenerationの意）。
- USB 3.2 Gen 1x1 (05 Gbps) ← 従来のUSB 3.0, USB 3.1 Gen 1のこと
- USB 3.2 Gen 1x2 (10 Gbps) ← USB 3.2で新しく拡張（2レーン）
- USB 3.2 Gen 2x1 (10 Gbps) ← 従来のUSB 3.1 Gen 2 のこと
- USB 3.2 Gen 2x2 (20 Gbps) ← USB 3.2で新しく拡張（2レーン）

x2が2レーンを表している。USB 3.2 対応の両端がType-Cコネクタのケーブルを利用したときだけ2レーンが利用可能になり、20 Gbps対応となる。
2倍の物理層が必要な2レーンオペレーションに対応しつつも転送速度を10 Gbpsに留めておく合理的な理由がほとんど存在しないため、Gen 1x2に実用性はあまりない。
ケーブルの片側がStandard-Aでもう一方がType-CのUSB 3.1 Gen 2対応ケーブルも使用できるが、その場合、2レーンは使用できない。

### USB4
2019年3月4日に仕様策定が進行中であることが公表され、2019年9月3日に仕様が一般公開された。技術的にはIntelから提供されたThunderboltプロトコル仕様がベースとなっており、既存のUSB 2.0・USB 3.2仕様との後方互換性を有する。バージョンに小数点以下の数字が付かなくなり、かつ、数字とUSBの間に空白を入れないことになった。
2レーンオペレーションのType-Cコネクタを使用する事が前提であり、帯域は標準で20 Gbps、オプションで40 Gbpsとなる。ただし、USBとしてのデータ転送プロトコルは最大で20 GbpsのUSB 3.2のままである。対応したプロトコル（USB 3.2、DisplayPort、オプションでPCI Express）トンネリングに対応し、最低でも1レーンを占有するDisplayPort Alt Modeでは不可能であったケーブル一本でのUSB 3.2の20 Gbpsデータ転送とDisplayPortの映像出力を同時に利用できる。また、ホスト側にDisplayPort（USB4及び従来のDP Alt Mode）による映像出力の実装が義務付けられたため、規格に準拠しUSB4を名乗っているポートであれば必ず映像出力に対応する事となった。
2022年10月18日に、データ転送速度が80 Gbpsに向上したUSB4 Version 2.0の仕様が公開された。80 Gbpsでのデータ転送は既存のUSB 40Gbpsパッシブケーブル、もしくは新たに規定されたUSB 80Gbpsアクティブケーブルで可能となる。既存のUSB4・USB 3.2・USB 2.0との後方互換性を有する。
- USB 20Gbps (USB4 Gen 2x2)
- USB 40Gbps (USB4 Gen 3x2)
- USB 80Gbps (USB4 Gen 4x2)

## Wireless USB
Wireless USBは、2005年5月に発表された。無線通信によるデバイス接続をサポートする。Agere Systems（現：LSIコーポレーション）、HP、インテル、マイクロソフト、NEC、フィリップス、サムスン電子の7社により策定された。有線USB規格と接続性を考慮しているが、それらとは独立した規格として作成されている。

## 機能概略
USBでは、1つのバスに仕様上最大127台の機器を接続し同時に使用することができる。ホットプラグにも対応する。ただしOS、USB機器によっては、取り外す場合USBデバイスを停止させる手順を実施しないと警告が出ることがある。これは、ドライバ・ソフトウェアの処理で、状態の不整合による不具合が起こることがあるためである。
ホストを根 (root) とし、ハブとデバイスによる木構造の接続形態をとる。通信データはパケット化され送られる。ハブとデバイスは動作中それぞれ独立したバスアドレスを持つ。このアドレスはデバイスがバスに接続時にホストにより動的に割り当てられる。アドレスは7ビットであり、特殊用途のアドレス0を除くと127個の個別デバイスが同一バス上に同時に存在できる。パケットはHigh-speedまではブロードキャストされ、パケットに指定されているあて先アドレスを見てデバイス側で必要なパケットを受信する。SuperSpeed以降はユニキャストである。通信はホスト側からの働きかけにより開始される必要があるため、SCSIなどと異なりバス上でデバイス側からの通信開始は基本的には行えない。周辺機器同士を直接接続するための拡張仕様USB On-The-Goでは、どちらか片側がホストとしてふるまうことで「ホスト対デバイス」の関係となるよう設計されている。

### 転送速度
Low-Speed（LSモード）
速度 1.5 Mbps
キーボードやマウスなど、高速な通信が必要ない周辺機器に用いる。
Full-Speed（FSモード）
速度 12 Mbps
イメージスキャナーやプリンターなど、通信速度が要求される周辺機器に用いる。USB 1.1まではこの速度が最大である。G5 Laser Mouse等、ロジクールの一部のマウスでも用いられている。
High-Speed（HSモード）
速度 480 Mbps
大容量ストレージなどを実用的な速度で扱える。USB 2.0で新設された。その他Full-Speed同様、イメージスキャナーやプリンターなど、通信速度が要求される周辺機器に用いる。
SuperSpeed（SSモード）
速度 5 Gbps
HDD (Hard Disk Drive) やSSD (Solid State Drive) 等の高速デバイスを扱える。USB 3.0で新設された。USB 3.1 の仕様書では Gen 1, USB 3.2 の仕様書では Gen 1x1 と呼んでいる。
SuperSpeedPlus（SS+モード）
速度 10 Gbps, 20 Gbps
600 MB/s以上のSSD等高速デバイスを扱える。USB 3.1で新設され、Gen 2 が 10 Gbps。USB 3.2 では2レーンが使えるようになり Gen 2x1, Gen 2x2 の3種類となり、Gen 2x2 は 20 Gbps。規格上はGen 1x2も存在するが、実用的ではない（10 GbpsならGen 2x1を、2レーンならGen 2x2を利用する方が合理的）なため、製品はほとんど存在しない。

### 独自の高速化技術
HDDなどを接続するとHigh-SpeedモードでもMass Storageクラス準拠では転送速度がボトルネックとなる場合があるため、転送方法の工夫で実効速度を向上させる製品を出荷しているところがある。バッファローの「TurboUSB」とアイ・オー・データ機器の「マッハUSB」がそれで、20 - 30%高速化すると謳っている。ソフトウェアで処理するため接続するパソコンの性能に依存し、両社ともWindowsとMac OSのみの対応となっている。

### 転送モード
コントロール転送
デバイスの設定・制御のためのもの。
インタラプト転送
一定間隔でデータを転送するためのもの。キーボードやマウスなどに使われる。名前から想像されるのとは異なり、ホストからの一定間隔のポーリングによって実現される。
バルク転送
比較的まとまった量のデータを非周期的に転送するためのもの。補助記憶装置やイメージスキャナなどに用いられる。
アイソクロナス転送
連続的周期的なデータを転送を行う。再送がないため確実性は保証されない。ビデオや音響機器の入出力などに使用される。

#### USB Attached SCSI Protocol
USB Attached SCSI Protocol（略称：UASP）とはUSBの拡張仕様で通信プロトコルの一つである。
一般的に補助記憶装置との通信はバルク転送が使われており、転送効率の悪さから通信速度の低下を招いていた。それに代わりSCSIデバイスで使われていた通信プロトコルを応用することで通信速度の改善を図ることができる。
UASPを利用するにはパソコン及びデバイスの対応と、それらを制御するOSの対応がそれぞれ必要である。

## デバイス・クラス
USBでは、周辺機器の機能によってグループ分けされたデバイス・クラスと呼ばれる仕様群が定義されている。それぞれのクラス仕様（クラス仕様によってはサブクラスの仕様）に従って作成されたデバイスには統一した制御インターフェースが用意され、クラス仕様に準拠した機器類は、クラス・ドライバーと呼ばれる共通のデバイスドライバ・ソフトウェアによって動作させることができるため、同一クラスであれば製品ごとに個別のドライバ・ソフトウェアを作る必要がなくなっている。例えば、多くのUSBメモリはマスストレージ・クラスというクラスに属しており、OS側がマスストレージ・クラス対応のクラス・ドライバを用意していれば、USBメモリがクラス仕様に準拠する限り、新たにドライバをインストールする必要がなく、初めて接続してもすぐに動作する。ただし、実際にはデバイス側の仕様違反、特定ホストの動作に依存したデバイスの実装、仕様上の曖昧さによるぶれなどにより、共通のクラス・ドライバでは動作しない、ドライバ内に不具合回避処理が盛り込まれる、専用ドライバが提供される、という場合もある。
2009年11月現在、USB.orgによって定義されているデバイス・クラスは以下の通りである。
| クラスID | 使用するディスクリプタ | クラス名                                                                     | 用途 |
| -------- | ---------------------- | ---------------------------------------------------------------------------- | --- |
| 00h      | Device                 | （未定義）                                                                   | （デバイス・クラスが未定義であることを示す。この場合、インターフェース・ディスクリプタによって使用するドライバが特定される。） |
| 01h      | Interface              | オーディオ                                                                   | スピーカー、マイク、サウンドカード、MIDI機器                                                                                   |
| 02h      | Both                   | USB communications device class (Communications and CDC Control)             | イーサネットカード、モデム |
| 03h      | Interface              | USB human interface device class（ヒューマンインターフェースデバイス (HID)） | キーボード、マウス、ジョイスティック                                                                                           |
| 05h      | Interface              | Physical Interface Device (PID)                                              | フォースフィードバックジョイスティック                                                                                         |
| 06h      | Interface              | イメージ                                                                     | Webカメラ、イメージスキャナ |
| 07h      | Interface              | プリンター                                                                   | プリンター、CNC |
| 08h      | Interface              | USB mass-storage device class（マスストレージ）                              | USBメモリ、メモリーカードリーダライタ、デジタルオーディオプレーヤー、デジタルスチルカメラ、外部記憶装置                        |
| 09h      | Device                 | USB hub                                                                      | USBハブ |
| 0Ah      | Interface              | CDC-Data                                                                     | （クラスコード02hのCommunications and CDC Controlと同時に使われる。）                                                          |
| 0Bh      | Interface              | Smart Card                                                                   | USB ICカードリーダー |
| 0Dh      | Interface              | Content security                                                             | 指紋読み取り機 |
| 0Eh      | Interface              | USB video device class（ビデオ）                                             | Webカメラ |
| 0Fh      | Interface              | Personal Healthcare                                                          | 脈拍計（脈拍計つき時計） |
| DCh      | Both                   | Diagnostic Device                                                            | USB コンプライアンステスト用デバイス                                                                                           |
| E0h      | Interface              | Wireless Controller                                                          | Wi-Fiアダプタ、Bluetoothアダプタ                                                                                               |
| EFh      | Both                   | Miscellaneous                                                                | Microsoft ActiveSync device |
| FEh      | Interface              | アプリケーション定義                                                         | IrDAブリッジ、Test & Measurement Class (USBTMC)、USB DFU (Direct Firmware update)                                              |
| FFh      | Both                   | ベンダー定義                                                                 | （ベンダー定義のドライバを使用することを示す。）                                                                               |

## ホストコントローラの種類
USB規格ではホストコントローラの規格を定義しておらず、以下のホストコントローラ規格はUSBの仕様外である。複数のホストコントローラ規格がある。これらは制御方法が異なるため、それぞれ別のドライバが必要である。ただし同一ホストコントローラ規格内では共通のものが通常使える。
UHCI (Universal Host Controller Interface)
インテル社が開発し、インテルおよびVIA社のx86用チップセットで採用されている。USB 1.x時代に開発され、Full/Low Speed対応。
OHCI (Open Host Controller Interface)
マイクロソフト社、ナショナル セミコンダクター社、コンパック社が開発し、インテル・VIA社以外のチップセットで使われている。USB 1.x時代に開発され、Full/Low Speed対応。
EHCI (Enhanced Host Controller Interface)
インテル社が開発した。ただしコントリビューター（貢献者）としてコンパック社、ルーセント・テクノロジー社、マイクロソフト社、NECが挙げられている。USB 2.0規格で新設されたHigh Speedをサポートする。通常Full/Low Speedデバイスとの通信を行うための"Companion HostController"（UHCI、OHCIが普通）が同一チップ内に実装され、Full/Low Speedデバイスがハブを通さず直接接続されたときに通信を担当する。EHCIはFull/Low Speedデバイスとの通信も行うことができるが、その場合にはデバイスとの間にあるUSB 2.0規格ハブによりHigh Speedへの通信速度変換が行われた上で実行される。
xHCI (eXtensible Host Controller Interface)
インテル社が開発した。USB 3.0規格で新設されたSuperSpeedをサポートする。すでにインテルより提供が開始され、周辺機器の開発が始められている。
WHCI (Wireless Host Controller Interface)
インテル社が開発した、Wireless USBのホスト規格である。UWB一般の制御とWireless USBのホスト部と複数の機能を同時に定義している。Wireless USB部分の制御方法はEHCIと似ている。
ScanLogicのSL811HST、NXPセミコンダクターズのISP1160等
組み込み用途向けのマイコンバス直結型USBホストコントローラー。規格化はされていないのでメーカーが異なると全く互換性は無い。

## 物理接続

### 端子類/コネクタ
| 規格                | USB 1.0 1996 | USB 1.1 1998 | USB 2.0 2001              | USB 2.0 改訂版            | USB 3.0 2008              | USB 3.1 2013              | USB 3.2 2017              | USB4 2019                 |        |
| ------------------- | ------------ | ------------ | ------------------------- | ------------------------- | ------------------------- | ------------------------- | ------------------------- | ------------------------- | ------ |
| 最大転送速度        | 12 Mbps      | 12 Mbps      | 480 Mbps                  | 480 Mbps                  | 5 Gbps                    | 10 Gbps                   | 20 Gbps                   | 40 Gbps                   |        |
| A コネクタ          |              |              |                           |                           |                           |                           | 非推奨                    | 非推奨                    |        |
| B コネクタ          |              |              |                           |                           |                           |                           | 非推奨                    | 非推奨                    |        |
| C コネクタ          | 後方互換のみ | 後方互換のみ | (Enlarged to show detail) | (Enlarged to show detail) | (Enlarged to show detail) | (Enlarged to show detail) | (Enlarged to show detail) | (Enlarged to show detail) |        |
| ミニA コネクタ      | N/A          |              |                           |                           | 非推奨                    | 非推奨                    | 非推奨                    | 非推奨                    | 非推奨 |
| ミニB コネクタ      | N/A          |              |                           |                           | 非推奨                    | 非推奨                    | 非推奨                    | 非推奨                    | 非推奨 |
| ミニAB コネクタ     | N/A          | N/A          | N/A                       |                           | 非推奨                    | 非推奨                    | 非推奨                    | 非推奨                    | 非推奨 |
| マイクロA コネクタ  | N/A          | N/A          | N/A                       |                           |                           |                           | 非推奨                    | 非推奨                    |        |
| マイクロB コネクタ  | N/A          | N/A          | N/A                       |                           |                           |                           | 非推奨                    | 非推奨                    |        |
| マイクロAB コネクタ | N/A          | N/A          | N/A                       |                           |                           |                           | 非推奨                    | 非推奨                    |        |

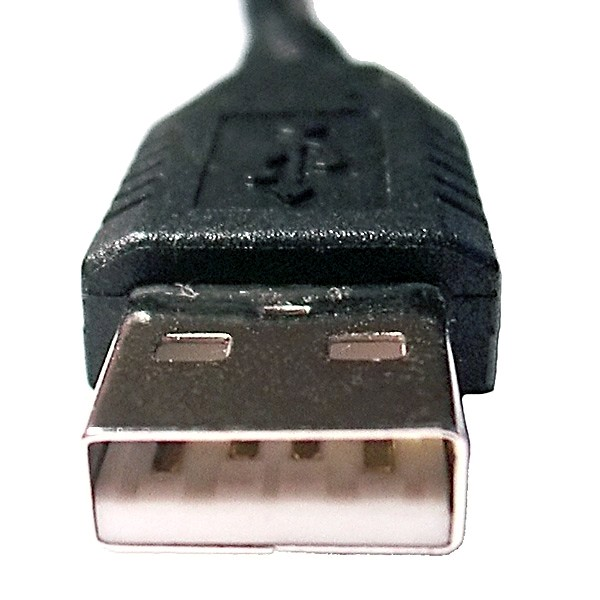
A コネクタ オス
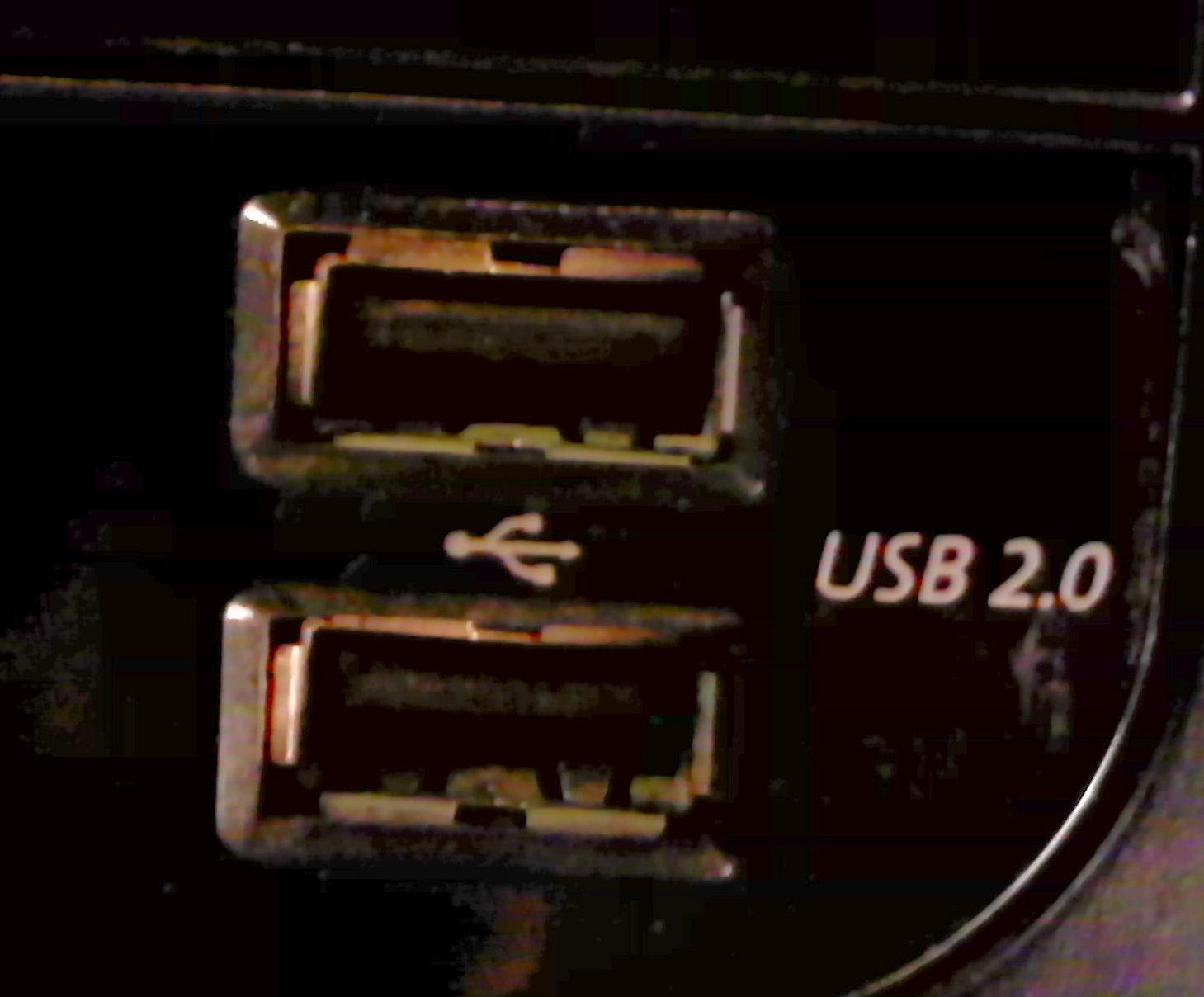
A コネクタ メス
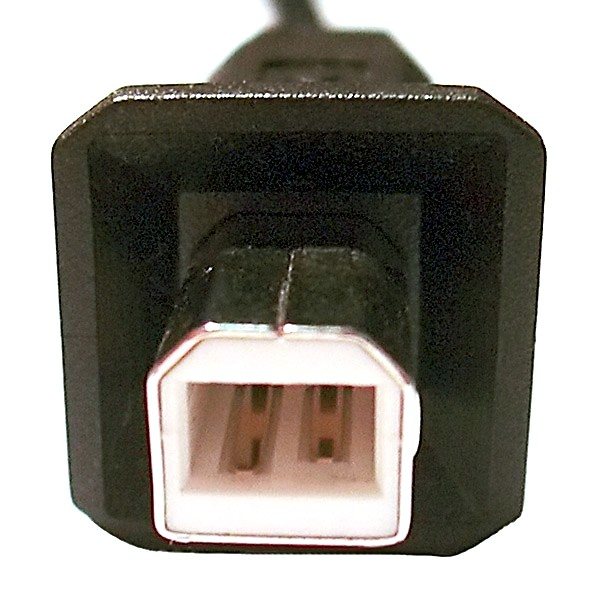
B コネクタ オス
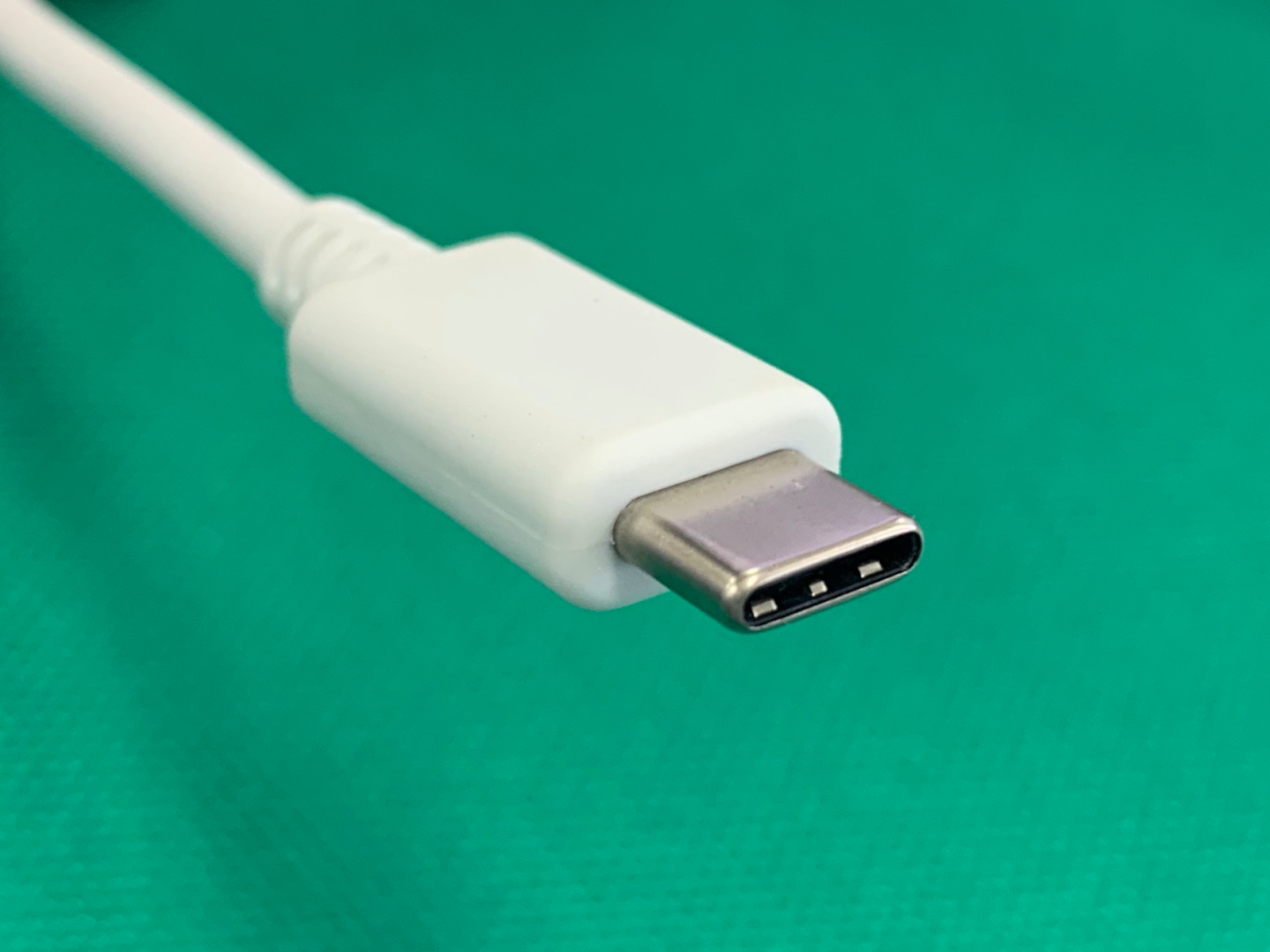
C コネクタ オス
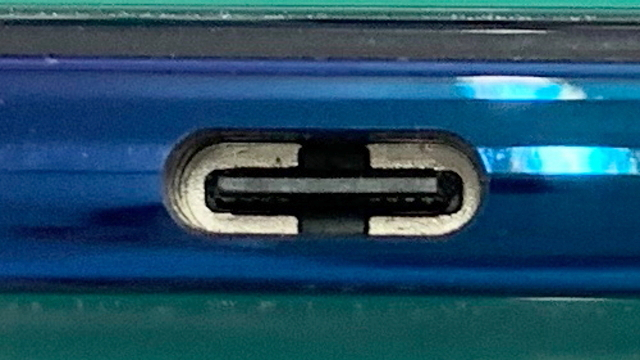
C コネクタ メス
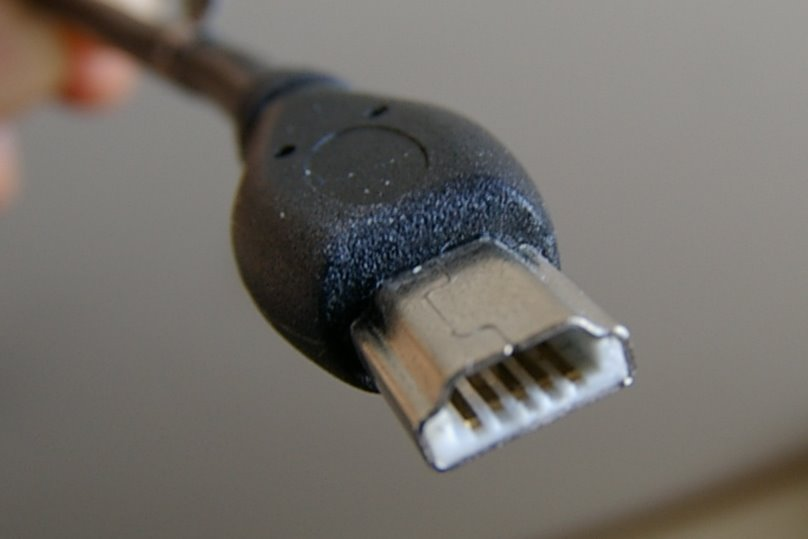
ミニA コネクタ オス
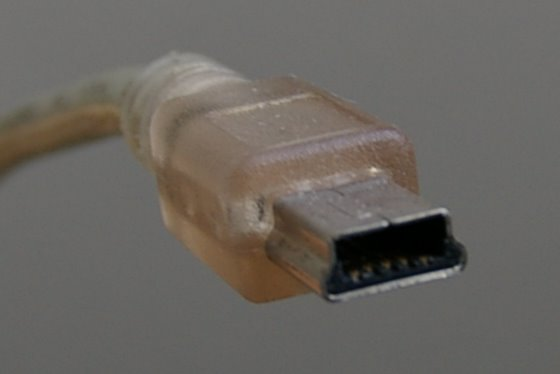
ミニB コネクタ オス
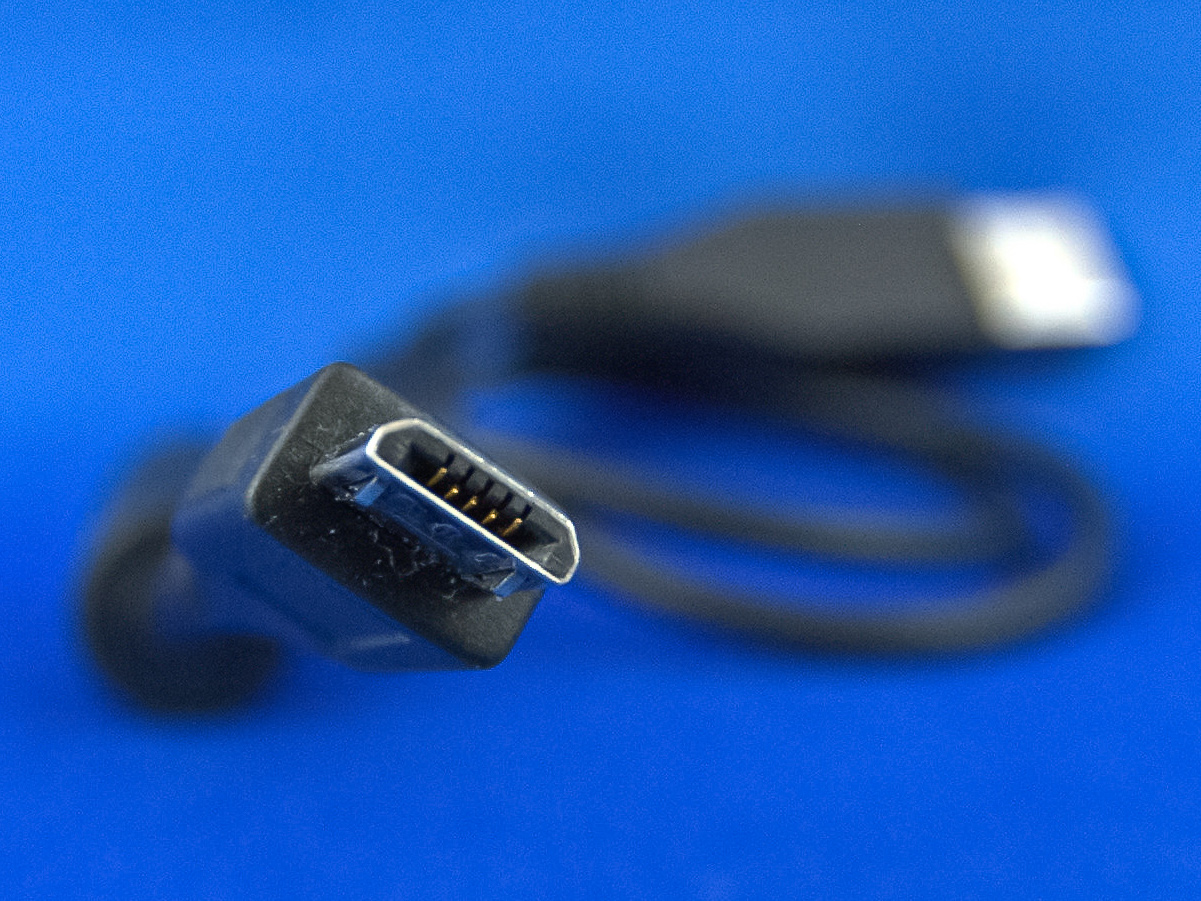
マイクロB コネクタ オス
マイクロB コネクタ メス
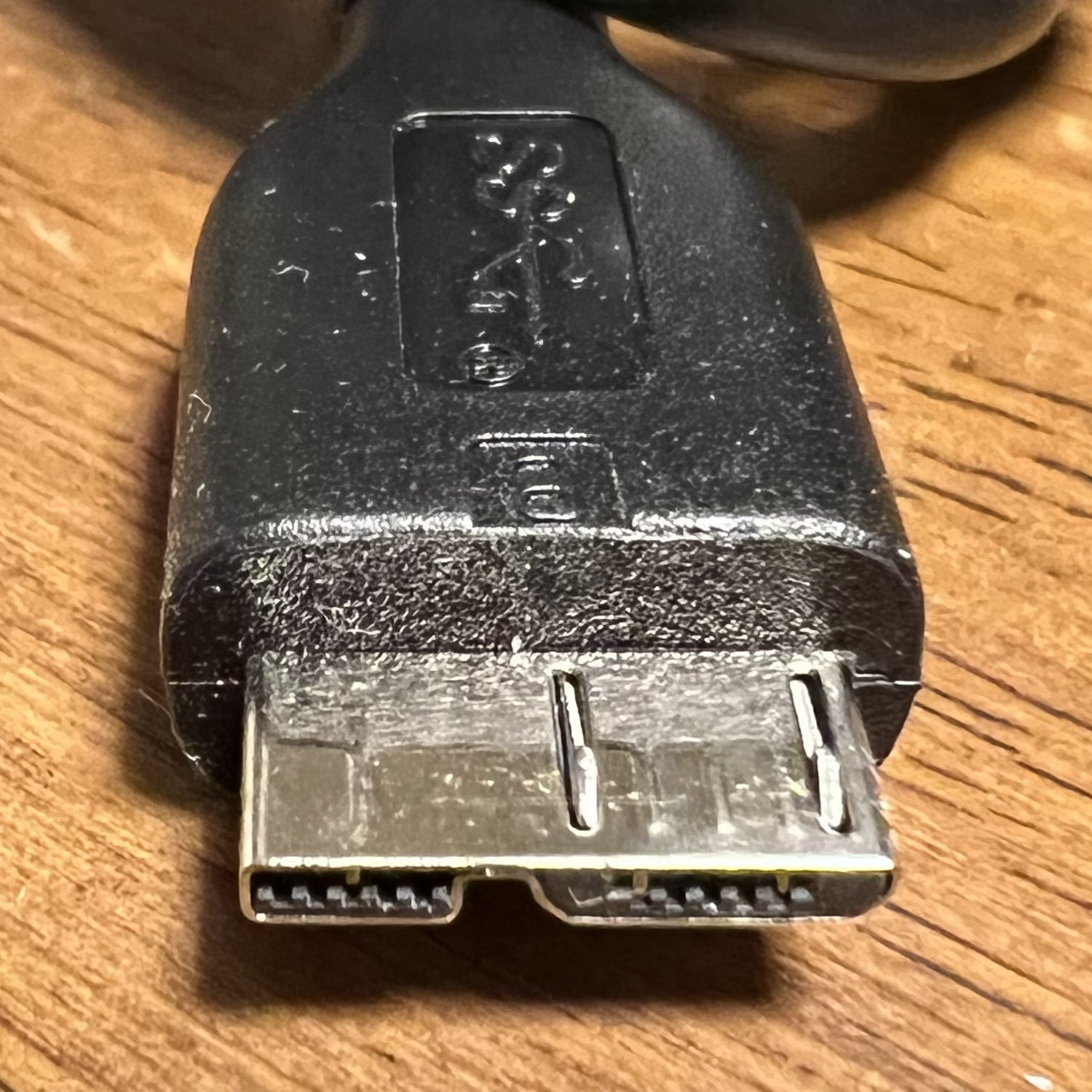
マイクロB コネクタ オス
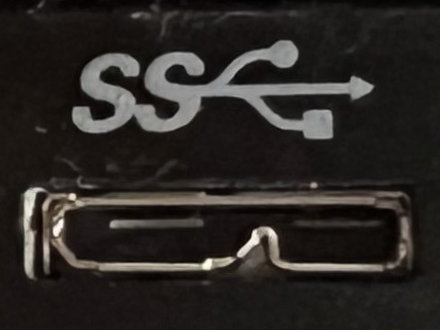
マイクロB コネクタ メス

端子類/コネクタの形状はUSB 2.0までは転送プロトコルと同じ規格で、3.0以降は転送プロトコルとは独立した規格で定められている。ミニA端子B端子、ABソケットについては拡張規格であるUSB On-The-Go規格内で定められている。定義されている端子形状には以下のものがある。
- USB 2.0までの対応品
  - USB Aプラグとソケット (Standard-A)
  - USB Bプラグとソケット (Standard-B)
  - ミニUSB仕様
    - ミニAプラグとソケット
    - ミニBプラグとソケット
    - ミニABソケット

  - マイクロUSB仕様
    - マイクロAプラグとソケット
    - マイクロBプラグとソケット
    - マイクロABソケット
- USB 3.0までの対応品
  - USB Aプラグとソケット (Standard-A)
  - USB Bプラグとソケット (Standard-B)
  - マイクロBプラグとソケット
- USB 3.1までの対応品
  - USB Aプラグとソケット (Standard-A)
  - USB Cプラグとソケット

A端子類はコンピュータ本体やハブ（下流・デバイス接続側）に、B端子類は周辺機器やハブ（上流・ホスト接続側）に使われている。ミニB端子類は、デジタルカメラなどの小型デバイスに使用される。端子形状を変えることにより接続方法を制限し、バストポロジーの木構造が保たれるように配慮されている。
ミニABソケット（メス側コネクタ）は、ミニAプラグとミニBプラグのどちらでも接続できるものであり、マイクロABソケット（メス側コネクタ）についても同様である。詳しくはUSB On-The-Go参照のこと。携帯情報端末やスマートフォンなどの一部で使われている。これらの搭載機はパソコンに接続する場合は『子機』として動作し、単体の場合は他のUSB機材を接続して『親機』として使うことを前提としている事と小型化のために採用している。使用時は接続ケーブルを交換することでどちらの動作をすべきなのかを判断している。本体側もUSBホスト機能を内蔵している。
USB 3.0まで対応出来る端子とソケットが2008年11月から新しく仕様に加わった。従来どおりUSB 1.1以降での上位互換性を守り、USB 3.0まで対応可能な端子とソケットはUSB 1.1以降の物との混用が可能である。USB 3.0でのピン数の増加に対応して新たな端子とソケットは、USB 2.0までの規格形状を満たしながら、奥まった位置 (A) や2段重ね (B)、横位置（SideCarと呼ばれる横並びの配置、Micro-B）に追加の端子が増やされた。（この増やされた端子の分だけ、USB 3.0のBコネクタ、Micro-Bコネクタは、USB 2.0までのBコネクタやMicro-Bコネクタよりも大きく、USB 3.0用の接続ケーブルをUSB 2.0機器に接続することができない。）
どの世代においても、端子は、データ端子よりも電源端子の方が長くなっている。これは、機器が挿抜される際、電源が入っていない状態でデータ端子に電圧がかかり、機器を破損するのを防止するためである。
補足：WACOMが販売していた液晶タブレットPL-550はミニDINコネクタ4ピン形状のコネクタを採用している。しかし、ピンアサインはS端子ともApple Desktop Bus（ADB）とも異なる。現在、日本国内でこのケーブル単体での入手は困難である。

#### 色
| カラー | カラー | カラー | カラー | カラー | カラー | カラー                   | ポート | プラグ | 説明                                               |
| ------ | ------ | ------ | ------ | ------ | ------ | ------------------------ | ------ | ------ | -------------------------------------------------- |
|        |        |        |        |        |        | ブラック、またはホワイト | ○      | ○      | Type-A、またはType-B                               |
|        |        |        |        |        |        | ブルー                   | ○      | ○      | Type-A、またはType-B, SuperSpeed（3.x系統）        |
|        |        |        |        |        |        | ティールブルー           | ○      | ○      | Type-A、またはType-B, SuperSpeed+（3.x系統）       |
|        |        |        |        |        |        | グリーン                 | ○      | ○      | Type-A、またはType-B, Qualcomm Quick Charge        |
|        |        |        |        |        |        | パープル                 | ー     | ○      | Type-A、またはUSB-C, Huawei SuperCharge            |
|        |        |        |        |        |        | イエロー、またはレッド   | ○      | ー     | ハイカレント（大電流） またはスリープ＆チャージ    |
|        |        |        |        |        |        | オレンジ                 | ○      | ー     | 主に産業用ハードウェアで使用される高保持コネクタ。 |

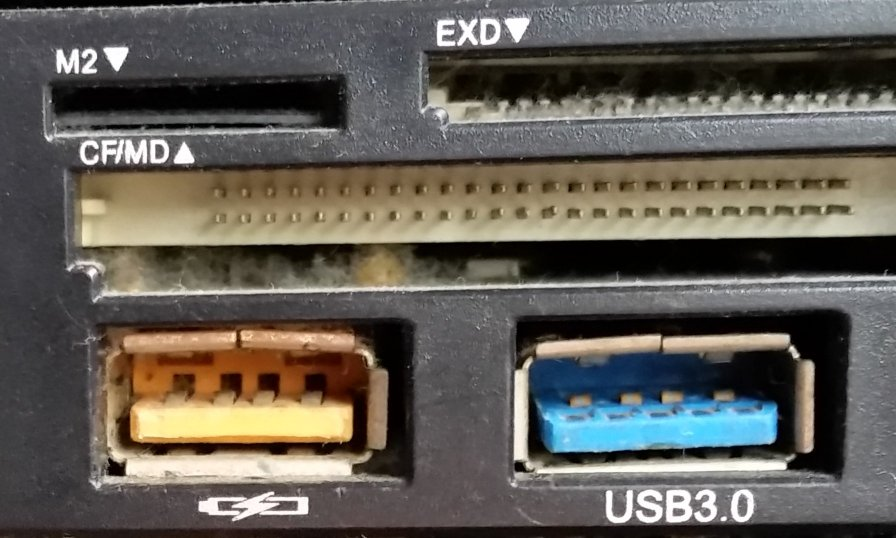
カードリーダー付きのフロントパネルの例。USB3.0スイッチのオレンジ色の充電専用USBポート（左）。

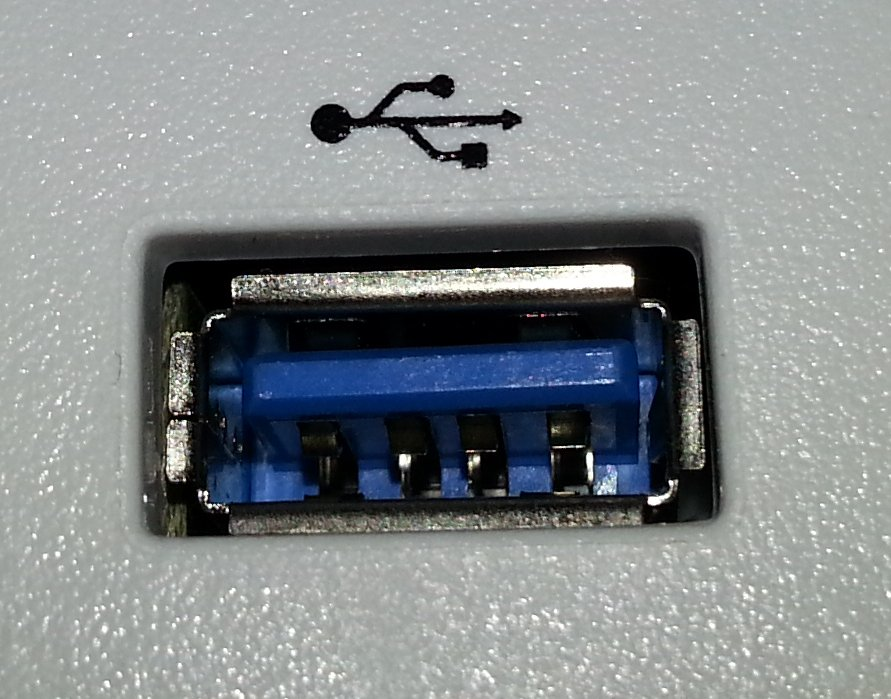
USBコネクタ (USB 3.0) 推奨の青が採用されたUSBポート（Sagemcom F @ ST 3864OPADSLモデムルータ）。

USBポートとコネクタは、さまざまな機能とUSBバージョンを区別するために色分けされていることがよくある。ただし、これらの色はUSB仕様の一部ではなく、メーカーによって異なる場合がある。たとえば、USB 3.0仕様では適切な色分けが義務付けられているが、標準AのUSB3.0コネクタとプラグには青色 (Pantone 300C) のインサートのみが推奨されている。初期型のPlayStation 3のコラボモデルは例外的に、本体カラーにUSB端子の色が変更されている場合がある。

#### USB Type-C

USB-Cプラグ

2014年8月、USB 3.0 Promoter Groupによって策定された。スマートフォンなどの小型機器に向けたサイズの縮小と、最大100Wまでの電力供給を可能にするUSB Power Deliveryへの対応、そして表裏どちら向きでも挿せる構造が特徴。
ただし、USB Type-Cコネクタを装備する機器であってもUSB 3.1やUSB Power Deliveryに対応するとは限らないので注意が必要（コネクタ形状と機能は別々に考える必要がある）。
特徴は以下の通り。
- 裏表がない[24]。
- データ転送、動画転送、給電が可能[24]。
- 旧規格USB2.0、及び将来の規格に対応[24]。
- HDMIやVirtualLink等、USB以外のプロトコルにも対応

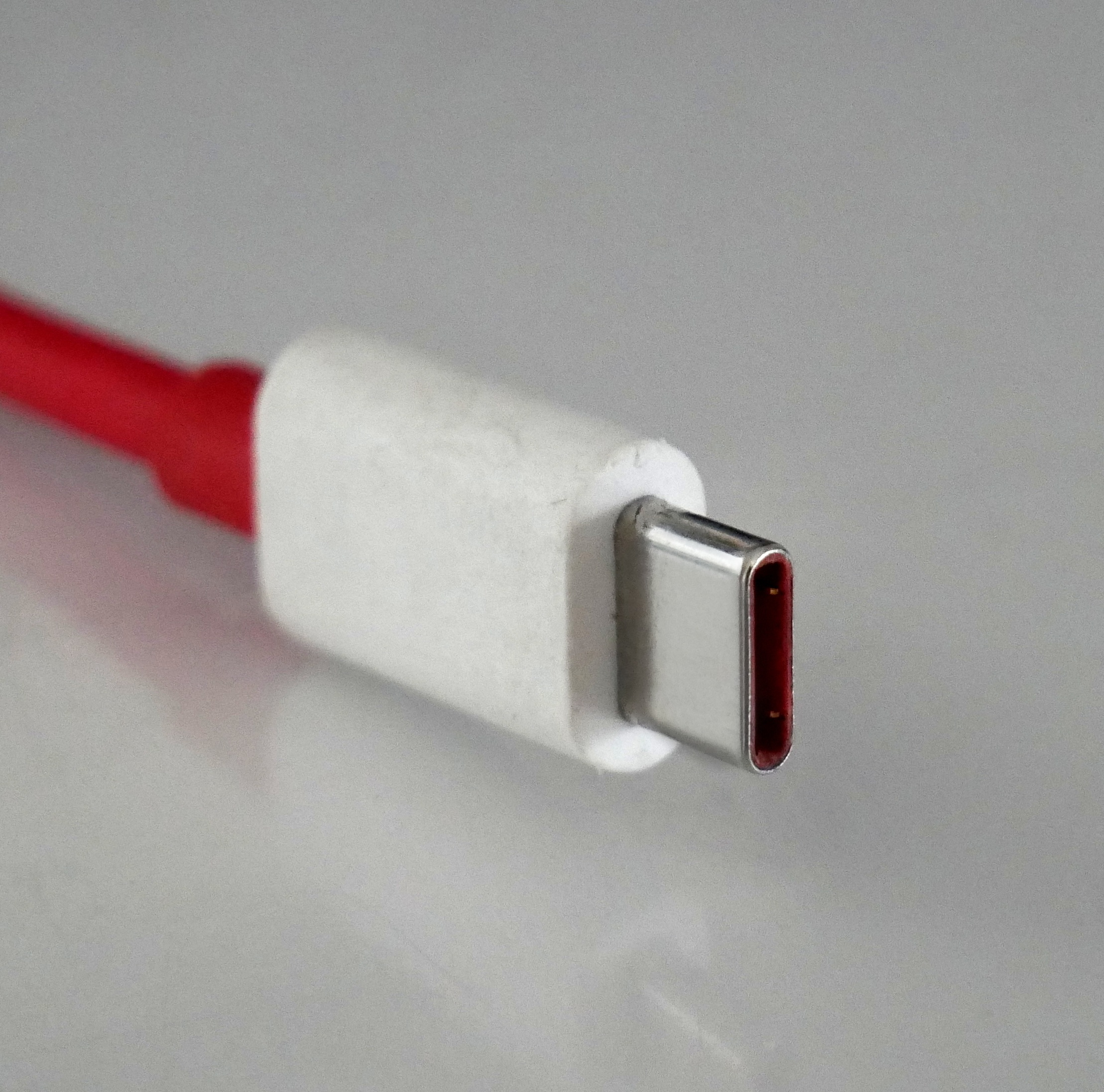
USB Type-C オス
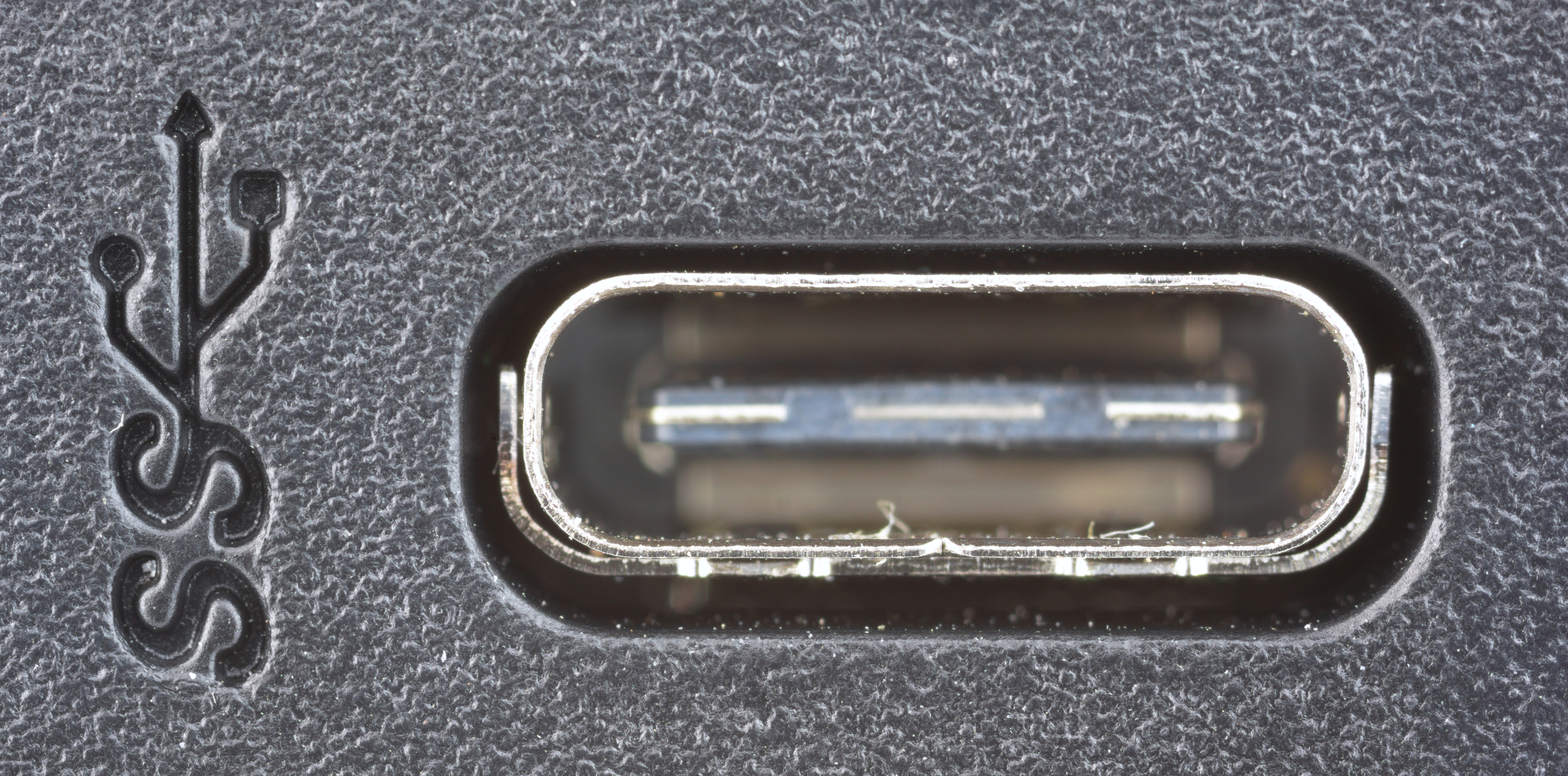
USB Type-C メス

#### ピン配置
| 標準USBコネクタ | 標準USBコネクタ      | 標準USBコネクタ     | ミニ・マイクロUSBコネクタ | ミニ・マイクロUSBコネクタ | ミニ・マイクロUSBコネクタ |
| Pin             | Function（ホスト側） | Function（機器側）  | Pin                       | Function（ホスト側）      | Function（機器側）        |
| --------------- | -------------------- | ------------------- | ------------------------- | ------------------------- | ------------------------- |
| 1               | VBUS (4.75 - 5.25 V) | VBUS (4.4 - 5.25 V) | 1                         | VBUS (4.75 - 5.25 V)      | VBUS (4.4 - 5.25 V)       |
| 2               | D−                   | D−                  | 2                         | D−                        | D−                        |
| 3               | D+                   | D+                  | 3                         | D+                        | D+                        |
| 4               | GND                  | GND                 | 4                         | ID※                       | ID※                       |
|                 |                      |                     | 5                         | GND                       | GND                       |

USB 2.0まで対応のプラグ

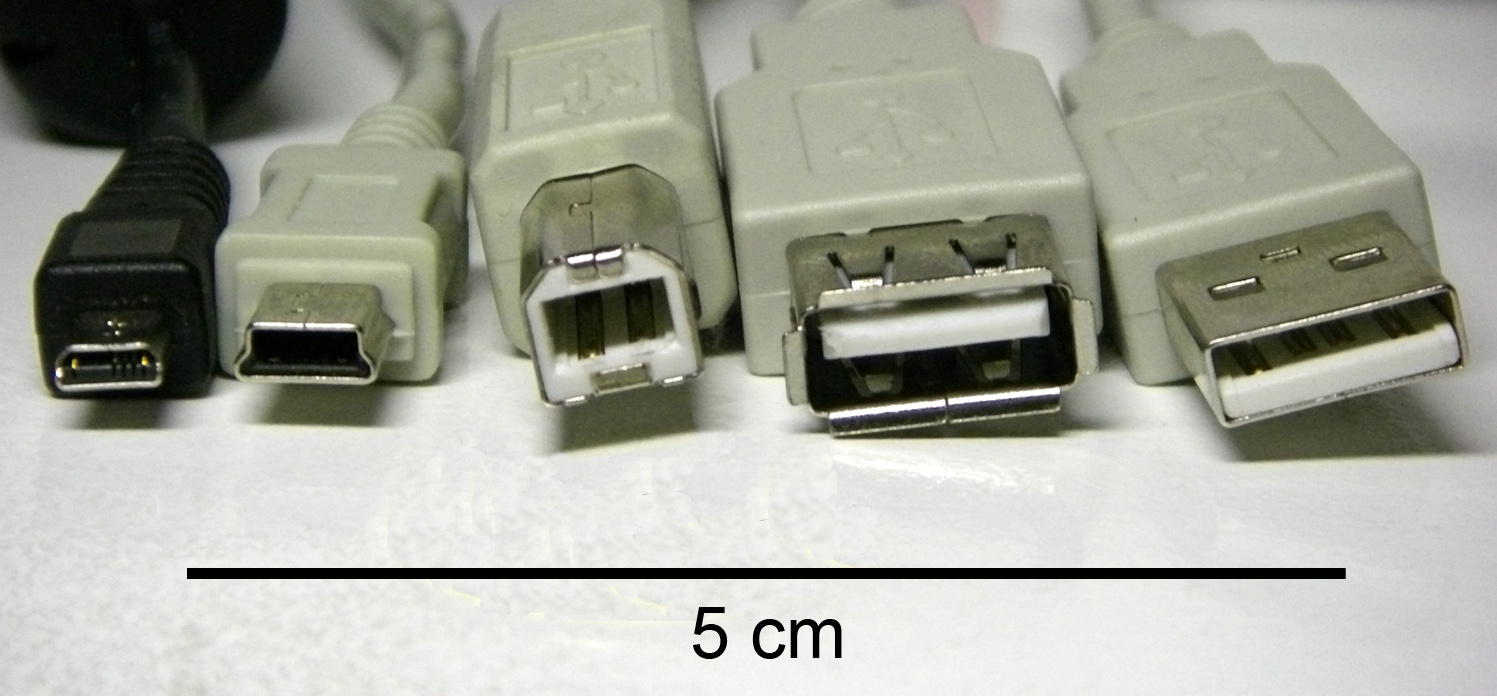
USB 2.0まで対応のプラグとソケット。この場合の「ソケット」はレセプタクルとも呼ばれる機器側の受け口となる「コネクタ」を指す。（左から右へ）
UC-E6互換プラグ
ミニBプラグ
（標準）Bプラグ
（標準）Aソケット
（標準）Aプラグ

USB 2.0まで対応のStandard AとStandard Bのプラグ

USB 3.0対応のマイクロBプラグ
USB 2.0規格のマイクロ仕様のコネクタの横にUSB 3.0規格で増えた端子分のコネクタが並べられる。
No.1: 電源 (VBUS)
No.2: USB 2.0差動対 (D−)
No.3: USB 2.0差動対 (D+)
No.4: USB OTGのID識別線
No.5: GND
No.6: USB 3.0信号送信線 (−)
No.7: USB 3.0信号送信線 (+)
No.8: GND
No.9: USB 3.0信号受信線 (−)
No.10: USB 3.0信号受信線 (+)

※ID信号はOTGのホスト｜デバイスの区別に使われ、ホストケーブルのプラグ内部でV-に繋がれる。[要確認]

#### 端子形状・方向
USB A端子はその端子を正面から見るといずれの側からも単なる長方形となっており、接続するための裏表を間違う事がある。実際にはオス側（穴のある側）表面にかかれているUSBのマークにより判断が可能だが、それを利用者が意識せず逆差ししようとすることがある。USBポートおよびオス側コネクタ内の厚みの半分ほどをプラスチックの板で塞ぐことにより、逆差しが物理的に不可能になるようにしてあるので（本記事内の各写真を参照）USBプラグが差せない、という状況になる。
バッファローはA端子の表裏どちらを挿しても正常に使用できる独自仕様の「どっちもUSB」シリーズ（USBハブ・ケーブル等）を2012年に発売した。

### ケーブル
USB 2.0規格ではケーブルはHigh/Full Speed用とLow Speed用の2つが定められている。安価に製造できるようLow Speed用は電気的特性が緩い。Low Speedデバイスではケーブルが分離できるように設計することが明示的に禁止されているため、単独のケーブルはすべてHigh/Full Speed用となる。
USB 3.0規格はSuperSpeed用に信号線が増やされているためにケーブルもUSB 3.0用のものが用いられる。
誤接続を防ぐため、A端子はホスト側、B端子はデバイス側と規定されている。このため、両側がA端子、あるいは両側がB端子であるようなケーブルは規格違反品である。
またこれとは別に、A端子とAソケットが付いたUSB延長ケーブルはA・B端子使い分けの点では問題がないが、複数接続によって規定の長さを超える危険性があるため、これも規格で明示的に禁止されている。

## 互換性

### バージョン間
USB 2.0規格はUSB 1.1規格と互換性を保つように設計されたため、USB 2.0規格のUSBポートにUSB 1.1規格で設計された機器をつないでも使える。また、USB 2.0規格で新設されたHigh Speed機器をUSB 1.1規格で設計されたポート、ハブにつないだ場合でも、Full Speedの転送速度で使用できる。また、USB 3.0規格は、USB 2.0規格と互換性があるように設計されている。しかし、現在のUSB 3.0規格に準拠していない製品にもかかわらず、USB 3.0をうたっている製品がある。これらは、USB 2.0との互換性がない・転送速度が遅いなどの不具合を起こす可能性がある。

### ケーブル
USBケーブルの規格はUSB 2.0で変更されていないので、同じものが使えることになっている。USB 1.1の規格を正しく守っていない低品質のケーブルでは、High Speed通信においてケーブルの長さなどに制約を受けることもある。また「USB 2.0対応」と称するケーブルも発売されている。これはシールド線構造等外部からのノイズを防ぐ工夫がなされているものと考えられる。
見落とされがちであるが、ACアダプターに十分な給電能力があっても、その規格に見合うケーブルが使われていない場合、給電能力が制限されるので注意が必要である。

### 相性
USBホストコントローラとUSBデバイス側のコントローラのメーカー、モデル、ファームウェア等の差異、かつてはさらにOSやドライバ側の問題などによっても相性問題が生じたことも知られており、特に規格成立初期に登場したコントローラ同士を接続した際に混乱を生じたこともあった。
この「初期の相性問題」については、インテル社が自社製のPC用チップセットにUSBホストコントローラを内蔵することによって各デバイスがインテル社製チップセットのホストコントローラおよびWindowsへの接続に対して互換性の確保を図ることで、間接的に機器間の相性問題も収斂してゆくという結果を、USB 1.1、2.0ともに辿っている。
また、USB 1.1までの仕様では、インピーダンス等の電気的特性における仕様がゆるく、規格適合性試験も必須でなかったため、相性問題の発生を抑制し切れないという事情もあった。USB 2.0仕様からは電気的仕様が厳密になり、USBロゴを取得するための規格適合性試験も必須となったため、「相性問題」はほぼ解消されたといわれる。
しかし、市場やユーザーの手元には、初期に製造され相性問題を抱える製品が現存している場合もあり、また、一部のメーカー・ベンダー製ホストコントローラとコントローラ間などにおいては、相性問題を発生する状況も依然として存在し続けている。
具体的な症状としては、USBメモリが認識はされるが中身が表示されない（別のコネクタに接続すると正常に動作する）、ストレージモードで接続している携帯型音楽プレーヤーが途中でシャットダウンする、などが挙げられる。

## 複数機器接続
規格上は、最大127台までの機器を一つのバスに接続することができる。木構造の「深さ」を示すTierは、ルートハブ（ホスト）を含め7段までに制限されている。つまりデバイスとホストの間にハブは最大5台まで存在することができる。ケーブルの最大長は規格では遅延時間とVBUSの電圧降下の最大値として定められており、ケーブル1本あたり最大26 nsおよび125 mVである (§7.1.16, 7.2.2)。
しかし実際には、USBコントローラやハブとUSB機器の「相性」や、ハブの備える物理的なポート数などによって制約を受け、USB関連デバイスの開発メーカー等における接続テストのような場合を除けば、日常的に実際に127台のデバイスを接続して利用する例は極めてまれといえる。言い換えるなら、エンドユーザーが規格上の論理接続数を一般的な利用の範囲内で飽和させるという使用例はまずあり得ず、余裕をもった規格であるといえる。
週刊アスキーで実験したところ、80台目あたりからエラーが頻発したものの、繋ぎ方を工夫すれば100台までは動作を確認できたという。

## USB給電
| 規格                              | 電流        | 電圧 | 電力        |
| --------------------------------- | ----------- | ---- | ----------- |
| USB 1.x and 2.0                   | 500 mA      | 5 V  | 2.5 W       |
| USB 3.x                           | 900 mA      | 5 V  | 4.5 W       |
| USB Battery Charging Revision 1.2 | 0.5 - 1.5 A | 5 V  | 2.5 - 7.5 W |
| USB Type-C                        | 1.5 A       | 5 V  | 7.5 W       |
| USB Type-C                        | 3 A         | 5 V  | 15 W        |
| USB Power Delivery Revision 1.0   | 2 A         | 5 V  | 10 W        |
| USB Power Delivery Revision 1.0   | 1.5 A       | 12 V | 18 W        |
| USB Power Delivery Revision 1.0   | 3 A         | 12 V | 36 W        |
| USB Power Delivery Revision 1.0   | 5 A         | 12 V | 60 W        |
| USB Power Delivery Revision 1.0   | 3 A         | 20 V | 60 W        |
| USB Power Delivery Revision 1.0   | 5 A         | 20 V | 100 W       |

| 給電出力電力 (W) | 電流 (A)   | 電流 (A)   | 電流 (A)   | 電流 (A) |
| 給電出力電力 (W) | +5 V       | +9 V       | +15 V      | +20 V    |
| ---------------- | ---------- | ---------- | ---------- | -------- |
| 0.5–15           | 0.1–3.0    | No         | No         | No       |
| 15–27            | 3.0 (15 W) | 1.7–3.0    | No         | No       |
| 27–45            | 3.0 (15 W) | 3.0 (27 W) | 1.8–3.0    | No       |
| 45–60            | 3.0 (15 W) | 3.0 (27 W) | 3.0 (45 W) | 2.25–3.0 |
| 60–100           | 3.0 (15 W) | 3.0 (27 W) | 3.0 (45 W) | 3.0–5.0  |

USBは、基本的には信号ケーブルとして設計されている。その一方で実際的な利便性にも配慮し、小電力のデバイスについては、接続される周辺機器の駆動用の電源をUSBケーブルで供給するバスパワード（「バスパワー」と省略されることが多い）による駆動にも対応している。供給電圧は5 V (±10%)、電流はローパワーデバイスは100 mA（USB 3.xは150 mA）、ハイパワーデバイス最大は500 mA (USB 2.0)・900 mA (USB 3.0) までとされている。USBデバイスがサスペンド状態の場合は最大電流は500 μAまでだったが、2007年リリースのLink Power Management Addendum ECNにより2.5 mAまでとなった。

### USB Battery Charging Specification (USB BC)
USB給電のための規格で、USB 2.0規格の給電仕様の拡張が試みられている。USB IFにより2007年にRevision 1.1、2010年にRevision 1.2がリリースされた。従来のUSB 2.0ポートはStandard Downstream Port (SDP) と定義し、新たにチャージングポートと呼ぶ2種類が規格化されている。
Charging Downstream Port (CDP)
1.5 Aまでの給電に加えデータ通信もサポート。データラインでのハードウェアハンドシェイクを行うことで、エニュメレーション（接続認識）の前でも1.5 Aまでの給電が可能。ハイスピードモードでは900 mAまで。
Dedicated Charging Port (DCP)
1.5 Aまでの給電のみをサポートしデータ通信は行わない。端子のD+とD−ピンを短絡させることでDCPと認識させる。エニュメレーションは行わない。

### USB Power Delivery (USB PD)
2012年7月にUSB 3.0プロモーターグループは、USB Power Delivery (USB PD) Revision 1.0 Version 1.0 の規格化を完了したと発表した。USB Battery Charging Revision 1.2と共存して使用される。10 W・18 W・36 W・60 W・100 W の5つのパワープロファイル (Power Profile) があり、認証されたPD対応USBケーブル、USB A/Bコネクタを使用することで20 V, 100 Wまでの電源供給が可能となる。マイクロUSB B/ABコネクタでは最大20 V, 60 Wまでとなる。ホストからデバイス、デバイスからホストへの電源供給がケーブルのつなぎかえなしで可能。
2014年にUSB 3.1の一部として USB Power Delivery Revision 2.0 Version 1.0 がリリースされ、USB Type-Cケーブルに対応した。
2016年にリリースされた USB Power Delivery Revision 2.0 Version 1.2 と USB Power Delivery Revision 3.0 Version 1.0 では5つのパワープロファイルに代わって、パワールール (Power Rules) という給電仕様となった。 USB Power Delivery Revision 2.0 との後方互換性を持つ。5V・9V・15V・20Vの電圧仕様があり、供給側は3Aで最大供給電力以下となる電圧はすべてサポートする必要がある。パワールール以外の電圧、電流もオプションで許可されている。正式にUSB Type-C専用の給電規格となり、USB A/BコネクタでのPDは普及することなく規格から削除された。
USB Power Delivery Revision 3.0 Version 1.0 では、オプションでプログラマブル・パワー・サプライ (Programmable Power Supply; PPS) の機能があり、電圧を可変にでき、充電時の余計な発熱を減らし、電力の利用効率を上げられる。一部のスマートフォンなどで利用されている。
また USB Power Delivery Revision 3.0 Version 1.0 では、オプションでファスト・ロール・スワップ (Fast Role Swap; FRS) の機能があり、0.15ミリ秒以内に給電と受電の役割を入れ替えることができる。
2021年にはUSB Power Delivery Revision 3.1がリリースされ、28V、36V、48Vの電圧が追加され240Wまでの電力供給が可能となった。

### 経緯
USB給電仕様は、当初はローパワーデバイスについてはPC/AT互換機におけるPS/2コネクタの置き換えを念頭に、マウスやキーボードに搭載される小電力の半導体ロジック等の駆動を前提として設計された。またハイパワーデバイスについてもそれらのロジック回路などよりは電力を要求することを想定しているものの、いずれもスピンドル（モーター）の駆動や機器の充電手段等としての大電力の利用を想定したものではなかった。このため小型ノートパソコンの一部などのように供給電流を抑えてある場合、500 mAに近い電流で動く事を想定しているUSB接続機材の動作が不安定だったり動作しない事もある。
ハイパワーデバイスとしての仕様以上の電力を要求するディスクドライブ等のモーター駆動式の機器や、大規模な集積回路などを含み電力を消費する画像用のキャプチャー機器等については、USBバスは純粋に信号バスとしてのみ利用し、電力は機器側で用意する「セルフパワー」と呼ばれる接続手段を用いることとされた。
バスパワードのデバイスを多数接続、あるいはバスパワードのハブを使用して多段接続をすると、給電能力を超えるため、ポート側には給電をシャットダウンする機能が備わっている。ユーザー側でも不用意に過大なたこ足配線とならないよう、市販のバスパワー駆動のUSBハブは殆どが4ポート以下で構成されている。
USBポート、バスパワードのハブにおいて、給電能力を大幅に越えた合計消費電力となるポートの接続はサポートしておらず、最悪の場合、ハブやPC側のインターフェース・カードやバス、電源回路などの保護回路が作動するか、機器にダメージを与えることがある。

### より電力消費の大きいデバイス
しかし市場では実際に、USBの普及に伴いこの僅かな供給電力を、2.5インチおよび1.8インチのポータブルハードディスクドライブ、また、消費電力の大きいDVD-Rの書き込みドライブ等のスピンドル媒体への供給電力に転用したり、携帯電話やPHSなどの電池充電用の電源として流用する例が目立ち始めた。
コンピュータ本体との接続ケーブルとAC電源を別に用意する煩わしさをなくすために、1本のケーブルで機器を接続したいというユーザーの要求は根強く、USBの給電能力を増強するべくPlusPowerという電圧と電流の拡張も検討されていた。しかし、安全性や互換性の問題などの指摘も相次いだことから正式に仕様には盛り込まれなかった。

### PoweredUSB
この問題を解決するため、PoweredUSBという、USB 2.0ポートを拡張した規格がIBMより登場した。供給電圧5 V・12 V・24 V。最大電流は6 A。PoweredUSBに対応した接続ケーブルが必要とされる。しかし、2012年11月現在、この規格はUSB-IFから正式な承認を得られていない。
また、デバイスとは認識させず、電源のみを供給させる周辺機器も存在する。1台の機器に対して、2つのホストコネクターから2台分のバスパワーを供給するための特殊な二股ケーブルなどが該当する。

### モバイル機器充電用規格
中華人民共和国情報産業部では2006年、携帯電話の充電器にUSBポートを設け、複数キャリア間でもACアダプターが共用できるようにする方針を打ち出している。
2007年4月には、USB経由での充電時間を短縮するための規格「Battery Charging Revision 1.0」が策定された。これは、充電器などが、USBのホストが大電流を流すことができるかを検知することで、従来のUSB 2.0規格における上限の500 mAを超える電流を得ることを実現する仕組みの規格である。
2009年6月に携帯電話の業界団体やEUでも携帯電話端末の充電器のコネクタにマイクロUSBを採用し、共通化する動きがでてきた。

### 給電専用ポートとしてのUSB

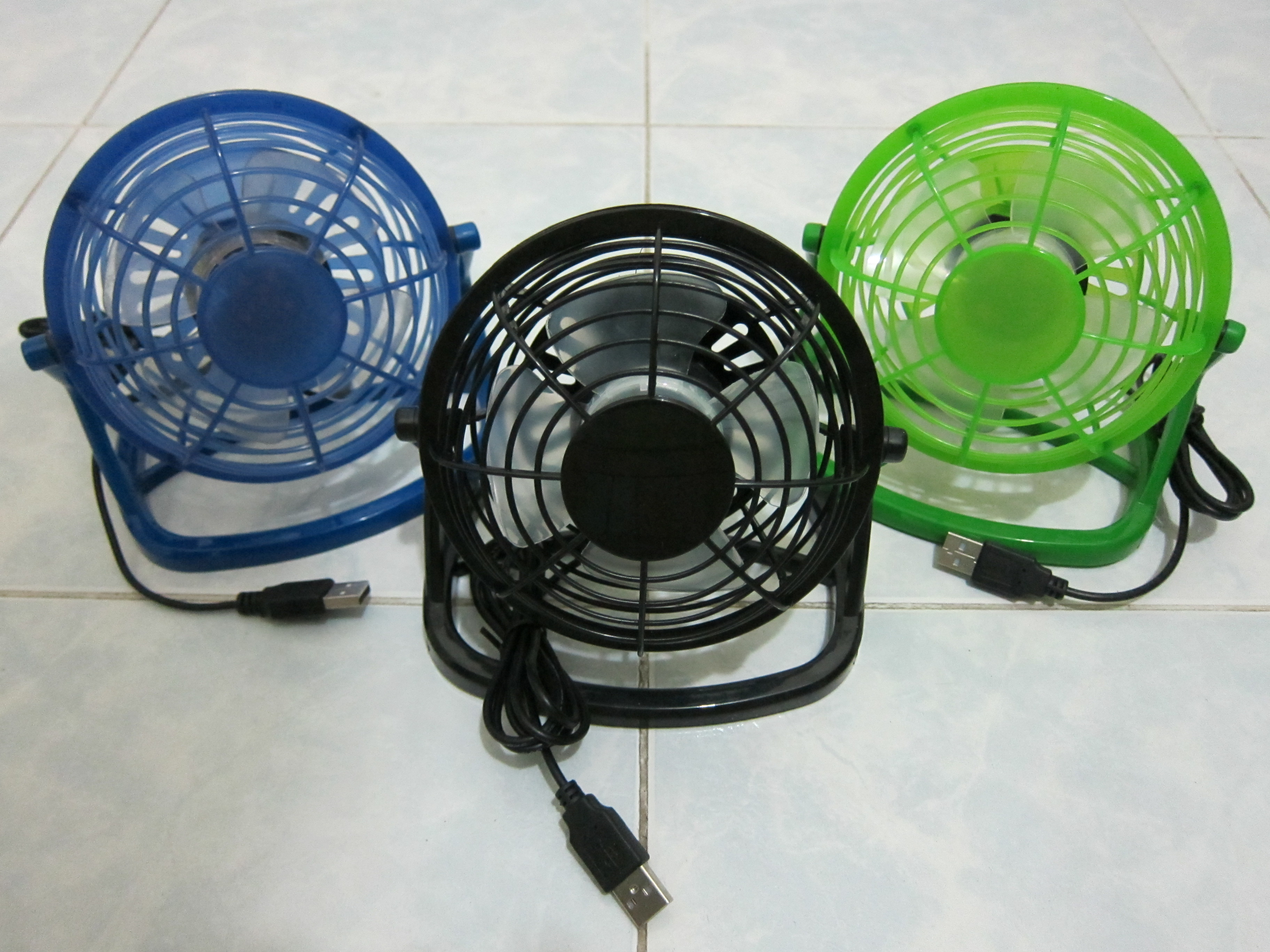
USB小型の扇風機

市場では、PCやセルフパワー型のハブのUSBポートからコンセントのように電力が得られる点を利用して、USBを電源供給にのみ用いる周辺機器が次第に登場するようになった。モバイル機器だけでなく、携帯ゲーム機、デジタルオーディオプレーヤー等の携帯機器用の充電器・充電用ケーブルや、小型扇風機、電灯といったデバイスとは認識されない周辺機器、中にはUSBから電源を得る利点がほとんど見出せないようなものも商品化されており、電気街の商品棚をにぎわせている。年末になると登場する卓上クリスマスツリーや、夏季の扇風機などはもはや風物詩でさえある。中には、USBによるバスパワー30本分（並列接続で15アンペア、計75ワット）を電源として用いる「焼き肉プレート」を自作した人物も存在する。これらの商品の中には、電力回路の設計が杜撰であったために、接続するだけでPCやスマートフォンのUSBポートを物理的に破壊してしまうような事例も存在した。
一方、これらのような「給電専用ポートとしてのUSB」タイプ周辺機器の展開を追う形で、単に電源を供給するために電力供給機能のみに限定した、USBポートと同一形状のコネクタを持つACアダプタや、充電式の電池や乾電池等を使用した給電ユニット等も発売されている。このような製品を使用することによって、外出時に機器ごとにACアダプタを持ち歩かずに充電可能で、かつ複数の機器を単一のACアダプタで使用することが出来る利便性がある。また国ごとに違うコンセントの形状や周波数・電圧等に対して機器側で対応するのではなく各国で市販されているUSBアダプタ側で対応できるためメーカーとしては輸出機械の設計が容易になるメリットも有る。壁面のコンセントボックスに埋め込んで給電用USBポートを提供するUSBコンセントも市販されている。
ただし、メーカーが保証している一部機種を除いて、これら「電力供給専用のUSBポート関連製品」を用いて充電することは機器メーカーの保証対象外となる。
また、これらの「給電専用ポートとしてのUSB」タイプ周辺機器と、通常のインターフェースとしてのUSBポートを接続する場合も、ほとんどが動作保証の対象外となる（そもそも、ホスト側の許可を得ずにターゲットが勝手に「電力を奪う」実装はUSB規格違反である）。
最近では、高性能なUSB電源供給能力を謳ったマザーボードも販売されている。

### USB給電とセキュリティ
2010年代初頭から、カフェ、ホテル、空港、旅客機、鉄道や長距離バス・タクシーの車内で、利用者のスマートフォンの充電やノートパソコンの利用の便宜を図るため、電源を提供する例が増えている。
多くは商用電源の提供であるが、商用電源のプラグ形状や電圧は、国家や地域によって異なるため、海外旅行者が手持ちのACアダプタを使えない場合などに配慮して、壁面USBコンセントを使ったUSB電源の提供や、USB-ACアダプタの貸出を行っている場合もある。
しかしUSBは、もともとデータ通信用の接続規格として制定されたものであり、電力供給専用として使うことを想定された規格ではない。一見電力供給専用に見える機器・コネクタであっても、それが接続された機器からデータを抜き取ったり、コンピュータプログラムを送り込んだりしないと保証することは困難である。一部のUSB充電器は充電専用であることを明示するために、USBコネクタの樹脂部品部分に赤色や緑色、黄色といった色分けをしている（青色はUSB3.xの意であり給電用ではない）が、統一された規格ではないうえ、不正な機器が偽装のためこれらの色付きコネクタを使うことも容易に可能である。
そのため、情報機器からのデータの抜き取りやコンピュータウイルスへの感染を未然に防止する観点から、自宅などの信用できる場所以外の施設では、給電用にUSBポートが提供されている場合であっても、これらのUSB（USB-C、マイクロUSBやLightningなど、データ通信可能なケーブルの接続されたものや、貸出されたUSB-ACアダプタも同様）を使用せず、スマートフォンやタブレット端末の情報機器は、自前のアダプタを用意して、商用電源コンセントから充電することが、コンピュータセキュリティ上望ましい。
2023年4月6日には、米国連邦捜査局 (FBI) も同様の注意喚起を行うツイートを行った。

### USB ACアダプタ
2010年代以降、スマートフォンやUSB充電に対応したワイヤレスヘッドホンの登場とともにUSB ACアダプタが普及している。ただし、それ以前の2000年代でも、形状が今の時代とは異なるUSB ACアダプターが製造・使用されていたことがある。
スマートフォン用としては、一般にUSB Type-Aポートを持つUSB ACアダプタが登場したが、スマートフォンがUSB Type-Cポートをサポートするようになってからは、USB Type-Cポートを持つUSB ACアダプタも登場している。2019年頃より窒化ガリウム技術を採用することにより、小型軽量化が進み、複数のポートを搭載し、同時に2台以上のデバイスの充電に対応した製品も登場している。
なお、日本国内での使用を想定してUSB ACアダプタを購入する際には、特定電気用品PSEマーク、製造事業者等の名称、定格電圧、定格消費電力等の表示のある機器を選択すること。そのほか、メーカー（機器に自社のブランドを付けて販売している業者）が信用できるか、偽ブランド品ではないかなど留意するとともに、購入した覚えのない機器、出所の明らかでない機器は使用しないことが望ましい（前述のコンピュータセキュリティに対する懸念のほか、盗聴器が内蔵されているなどの懸念に対する防御のため）。

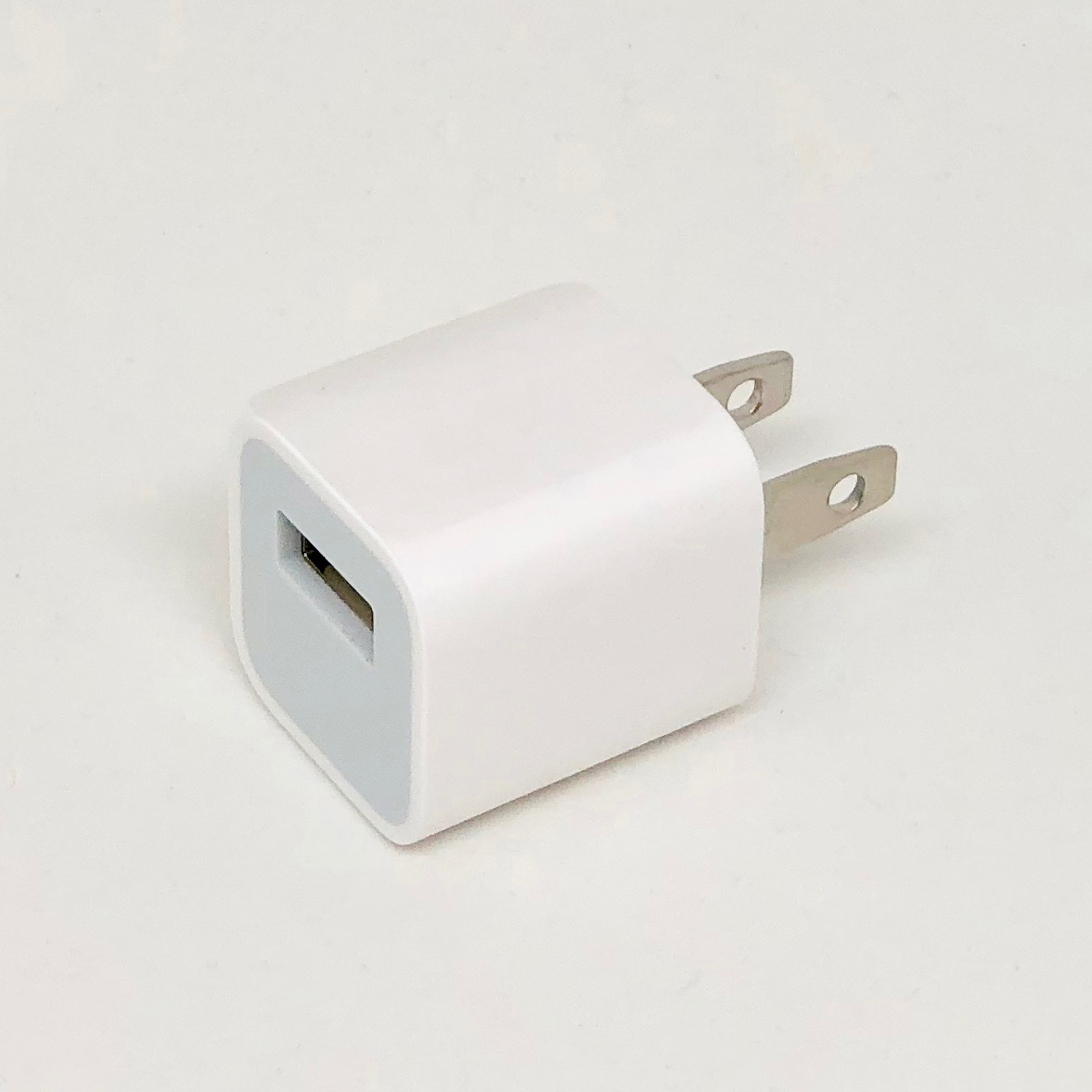
モバイル機器のUSB ACアダプタ
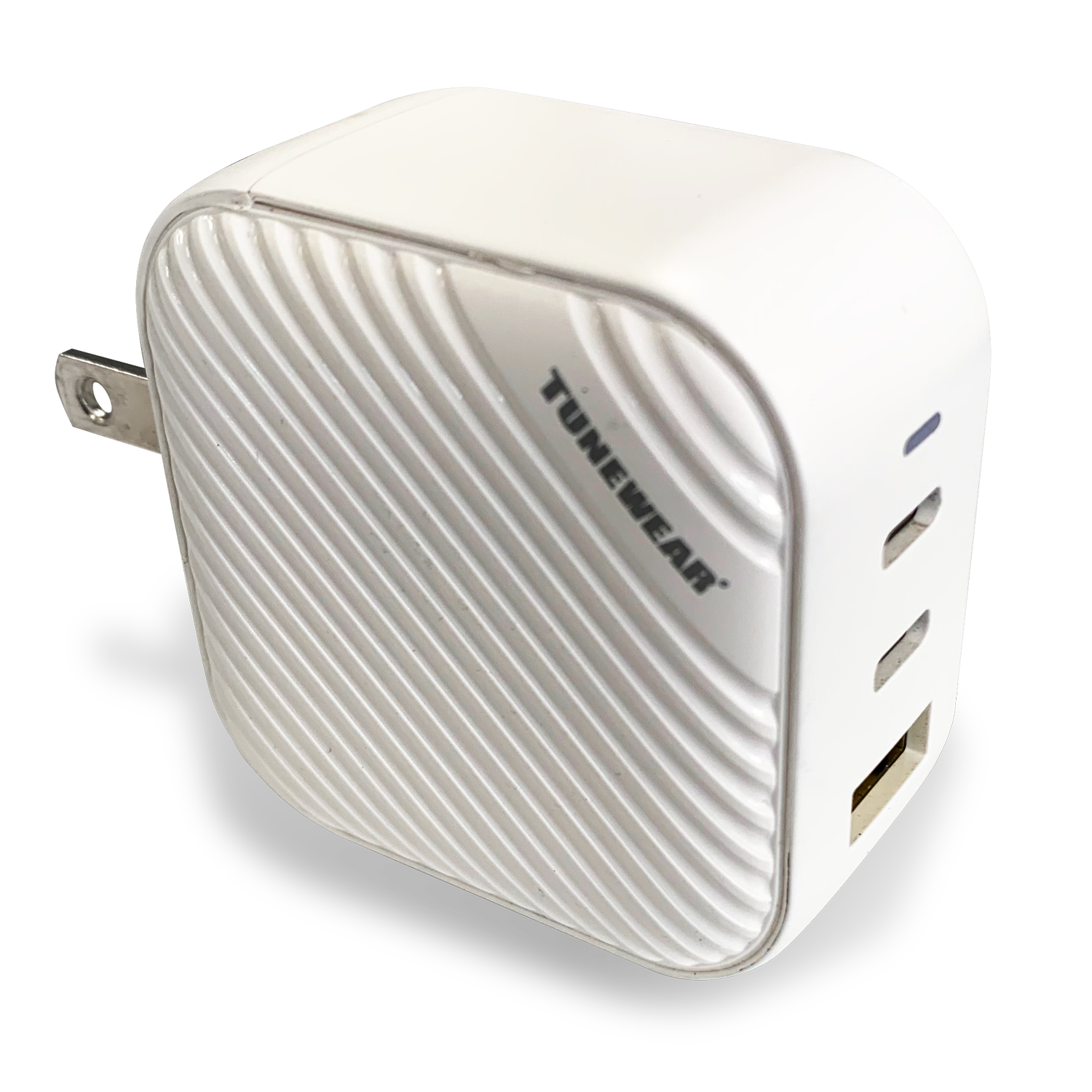
窒化ガリウム技術を採用したマルチポートUSB ACアダプタ

## USBと接触不良
USBはUSB 1.0のころから接触不良が多く見られた。特にUSB 1.0では機器のオス側で接点面が上を向いた状況で使われると塵埃が乗ったり腐蝕性物質（塩分）の付着により接触不良となることが多い。また、たびたび端子の脱着を繰り返す間に金属枠の部分が変形し、接点の圧力が低下することが接触不良の原因となりうる。
スマホなどのモバイル機器ではUSBマイクロ端子が通信だけでなく、単に給電や充電に使われることが多いが、ポケットなどに入れることで端子に塵埃が入り込み接触不良となることがある。また脱着を繰り返すたびに金属枠が変形し、接点の圧力が低下することで接触不良となることもある。
接触不良が起こると単に給電や充電が不安定になるだけでなく、通信が不安定になることで、例えばハードディスクやUSBメモリーなどでは深刻で、単にデーターエラーとなるだけでなく、時に不可逆なハードエラーとなることがある。
まず、接触不良が起きた場合には端子の金属枠が変形していないか確認する必要がある。多くは脱着により端子枠が変形して広くなり、接点の圧力が低下する方向なるので用手的に金属枠を狭くすることで解決することがある。
接点の塵埃や腐蝕に対しては、エアを吹く以外に適切な解決方法がないが、コンタクトRと称してレシートを用いて接点を研磨する方法が報告されている。これはレシートに塗られた炭酸カルシウムの層により接点の塵埃や酸化物を研磨してとりさる方法である。簡便で入手しやすく、非導電のため接点のショートなどの危険が無いのが特長である。

## 歴史
USBは、それまでのレガシーインターフェースに代わる新たな汎用バス・インターフェースとして、コンパック（現：ヒューレット・パッカード）インテル、マイクロソフト、NECなどにより策定された。
USBは、当初からホットプラグを可能とする画期的なインターフェースとして注目を集め、Microsoft WindowsではWindows 95 OSR2から、Macintoshでは暫定的に初代iMac専用のMac OS 8.1からサポートされるようになった。ただし、Windows 95 OSR2とUSB Supplemental Support、及びメーカー提供のデバイスドライバの組み合わせによる対応は追加仕様であり、周辺機器メーカーも乗り気ではなく、OSの標準仕様として盛り込まれるWindows 98が登場するまでは様子見の感が強かった。Macintosh環境においてiMacがUSB以外のインターフェースを切り捨てて登場したために、USBの普及が急速に進んだが、標準サポートとなるMac OS 8.6までは数多くの不具合と問題を抱えていた。
日本国内においてUSBに対して動きが素早かったのは、USBの仕様策定にも関わったNECである。NECはPC-9821シリーズやPC98-NXシリーズにUSBポートを搭載するだけでなく、1997年にはターミナルアダプタ、マウス、キーボード、スキャナ、プリンター、ジョイスティック等多種のUSBデバイスを登場させていた。ただし、これらの素早い展開は一部にWindows 98以降でサポートされない物も出てくるなど混乱を生じる原因ともなった。

### PC/AT互換機
最初のホストアダプタ製品は、1996年にPC向けのPCIインターフェースに増設するカードとして登場した。
またインテルが1996年にリリースしたPC向けチップセット430HXにおいてUSBホストアダプター機能を内蔵すると、USBを搭載したPCは急速に普及を開始する。

#### 当初
IBMは、AptivaJ/Hシリーズ1996年11月モデルでオンボードのUSBポートを備えた機種を登場させた（前述の430HXチップセットの採用による）。しかしキーボードやマウスはPS/2コネクタに接続されていた。
当時のWindows 95 OSR2では、USBデバイスのサポートは限定的なものだったため、IBM側では動作を保証しない非公式のUSBドライバーを添付するに留め、該当機種に付属したマニュアルにはこのドライバーの入った付属ディスクに動作未保証が明記され、同社サポートダイアルでもプリインストールのWindows 95と付属ドライバーで動作させていた環境では動作保証はないとアナウンスしていた。これらはAptivaに限らず、同時期の他の互換機についても同様である。これらの機種のUSBポートは、Windows 98等のUSBサポート機能のあるOSを導入した際に、はじめて正式対応される性質のものだった。
標準添付のマウスやキーボードをUSBによって接続しPS/2コネクタを廃した製品は、日本国内ではNECが1997年秋に発売したPC98-NXシリーズ（準PC/AT互換機）が最初である。これはUSB接続のマウスとキーボードを「レガシー・エミュレーション」によりPS/2デバイスとして動作するようにしたものである。ただし、初期のPC98-NXシリーズについてはPS/2コネクタはマザーボード上に存在し、筐体に穴が開けられていないだけに留まり、またシリアル/パラレル等のレガシーポートも健在である等、レガシーフリーを徹底したものではなかった。また当時の一部機種ではBIOSの既定値設定に問題があり、当時のLinux 2.4系カーネル（カーネル側でもレガシーエミュレーションを想定していなかった）のインストール時に正しく認識することができなかった。このような経緯を受け、後にサードパーティー各社から発売されたUSB機器の中には、トラブルを嫌忌してPC98-NXシリーズでは動作保証しない旨表示するものも存在した。

#### USB 1.1
なおUSB 1.1に正式対応したのはWindows 98 Second Editionからで、その後登場したUSBデバイスは初期版Windows 98以前を対応環境に含めない場合がほとんどである。ただしSecond EditionもUSBマスストレージ・クラスなど多くの汎用ドライバを標準装備していないため個別にドライバをインストールする必要があり、挿してすぐに使える便利さは備えていない。
このようにUSBホストアダプタの実現と搭載は早かったものの、PC互換機を中心とした市場では急速な移行を強いられることはなく、USBへの移行は緩やかなものとなった。長年に渡って互換性が検証され、よくメンテナンスされたレガシーインターフェースはハード・ソフト（ドライバ）とも「枯れて」動作も安定しており、単純な仕様によりCPUに対する負荷が少ないというメリットもあった。またパラレルポートもECPによる転送速度はUSB 1.1よりも高速であり、SCSIはさらに高速である。これらのレガシーインターフェースの多くは、ホットスワップにこそ対応しないもののプラグアンドプレイへの対応は完了しており、ユーザビリティの面でも特に不自由がなかったため、USB 1.1の段階では利便性の面においても移行にメリットを見出し難いという事情も存在していた。
なお、特にキーボードについては、USB HIDの仕様でキーロールオーバー数が6に制限されるため（それ以上の同時押しに対しては、先に押されたキーが放されたことにするなどする必要がある）、ゲーム用などでPS/2接続のキーボードの需要がある（標準のドライバではない専用の特殊なドライバと独自設計のプロトコルで、USB接続でこの問題を解決したキーボードもある）。

#### USB 2.0以降
PC市場においてUSBデバイスはUSB 2.0が登場した2000年頃より本格的な普及を開始し、現在では外付け用周辺機器の接続用バスの主流の座はUSBに移っている。レガシーバスを搭載しないレガシーフリーPCも現れており、特にラップトップPCでは比較的早い時期から特に珍しいものではなくなっていた。しかしUSBとレガシーポートの併用もまた、実に10年以上の長期に渡り続いている。レガシーポートを搭載したPCもごく最近まで一般的に販売され続けて来ており、2000年代における現状としては、完全な移行はUSBの登場から10余年をもってようやく完了しつつある、という状態である。
米調査会社In-Stat社は2007年に全世界で出荷されたUSBのポート数は26億ポートに達したと伝えた。同社はこの数が2012年には43億ポートになり、この内USB 3.0は4.5億ポートとなると予測している。

### Macintosh

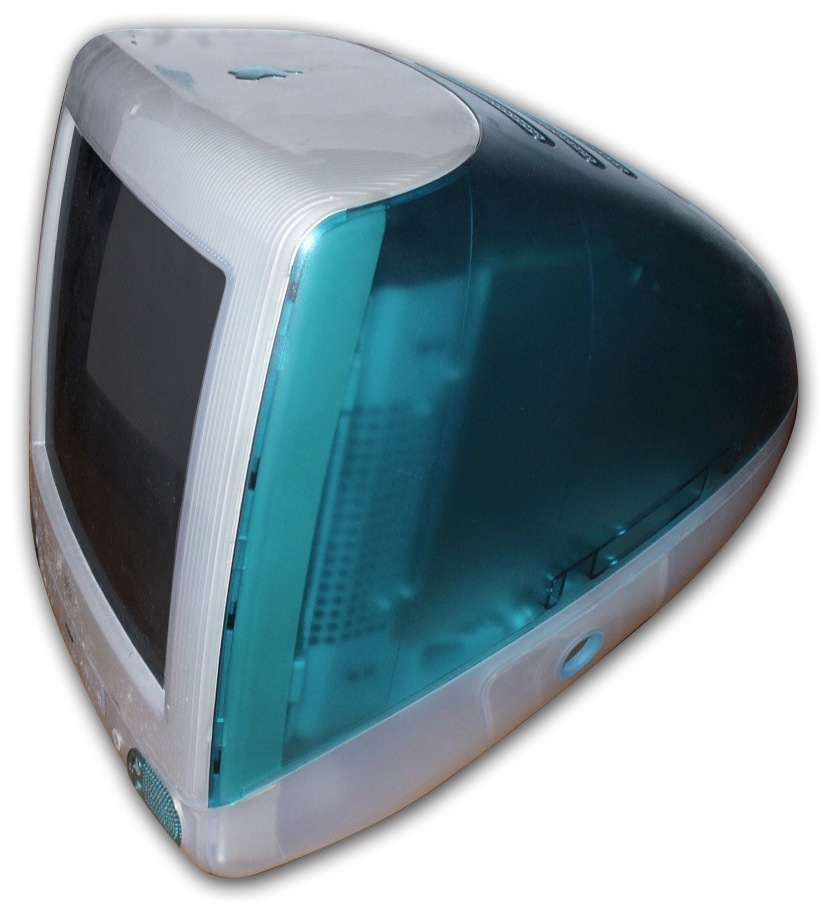
外部機器の接続にUSBを全面的に採用した初代iMac

1998年にUSBを標準搭載したiMacは、モニタ一体型の斬新なデザインとともに、従来の汎用インターフェースADBのみならずSCSIやRS-422シリアルポートも廃してUSBへ一本化するなど、PC98-NXよりさらに思い切った仕様で登場し、話題と議論を呼んだ。
従来、USB機器の製造・販売に躊躇していた周辺機器メーカーも、既存のインターフェースを扱うことができなくなったiMacシリーズ向けとしてUSBへの対応を迫られる形となり、普及が一気に進んだ。iMac本体に合わせたトランスルーセントデザインのUSB周辺機器が流行となり、幅広い層に受け入れられていった。こうしたUSBデバイスにはMacintoshとWindows双方のドライバが添付され、結果としてPC/AT互換機におけるUSBの普及を後押ししたという側面もある。
USB 3.1（初期はGen 1の為5 Gbps）の登場とともに、USB-Cだけを採用したMacBookが2015年3月10日に発表された。電源ポートもUSB Power Deliveryで兼ね、従来のUSB-AやMagSafe 2すら搭載しないという大胆なI/Oポートの構成を採っている。

### PC-9821シリーズ
NECのPC-9821シリーズは他社に先駆けてUSBに対応したモデルを出していたが、USB登場時点ですでにPC-9821シリーズ自身が末期だったこともあり、NEC製の機器を除き対応機器は非常に限られているが、Windows 98 SEやWindows 2000では、多くのデバイスが動作するようになった。

### ゲーム機

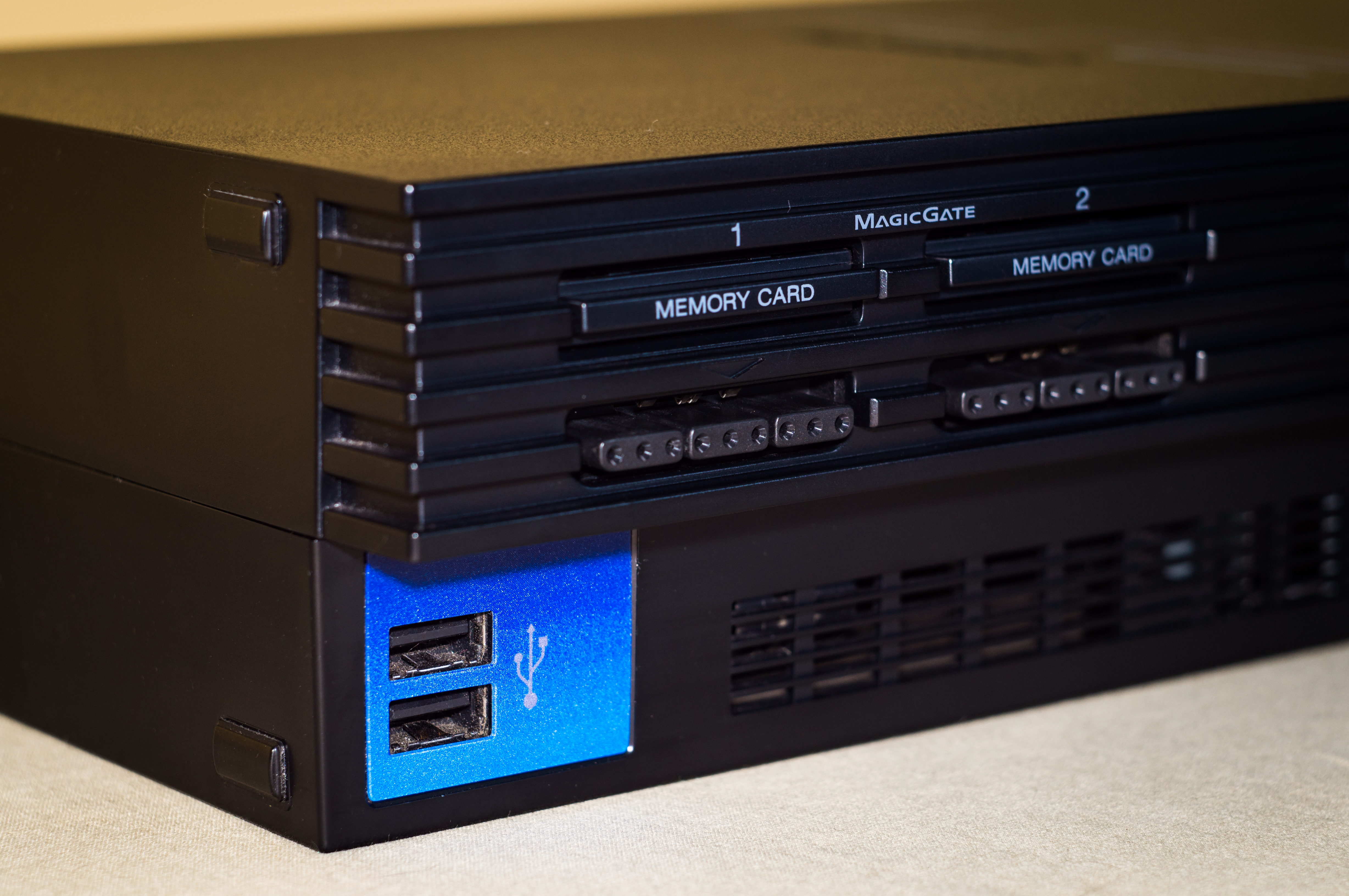
PlayStation 2のUSBポート

家庭用ゲーム機ではドリームキャストとXboxがUSBをアレンジした独自形状の端子によるコントローラ接続を採用した。最初に汎用USB端子を採用したのはPlayStation 2だが、キーボード、マウス、ボイスチャット用ヘッドセットなど一部の周辺機器の接続を除けば積極的には活用されなかった。また、キーボードとマウスはPC/AT互換機用USB仕様のものがそのまま流用できるが、あまり知られなかった。ただし、PS2本体を改造し、ゲームデータをバックアップ起動するときは頻繁にUSBメモリを接続する。また、PS2を採用したアーケードゲームの基板のバージョンアップにも使用する。
2000年代後半に登場したXbox 360、PlayStation 3の汎用USB 2.0端子はコントローラーを接続するほか、パソコンに近い柔軟な活用性を持っている。双方とも、のちの本体アップデートで外付けHDDを自由に接続できるようになった。WiiもUSB 2.0端子を備えるが、用途はネットワークアダプターやキーボード、Wii用周辺機器などの接続に限られる。
PlayStation 4のAUX端子およびAUX端子に接続するPlayStation Cameraの実態はUSB 3.0であり、他機器との同時接続で通信速度を確保できない可能性を回避するため独自形状の端子となっている。
携帯ゲーム機のPlayStation PortableやPlayStation Vitaはそれ自体がUSBデバイスとして機能し、パソコンやPlayStation 3に接続してデータのやり取りや、一部のモデルを除き充電などを行う。
最近のアーケードゲーム基板NAOMIやSYSTEM246等のI/O通信用に、物理的にUSBケーブルが流用されているが、こちらは業界団体JAMMAで策定されたJAMMA VIDEO規格 (JVS) となっており、信号レベル・プロトコルともUSBとは互換性はない。

### デジタル家電
携帯電話端末はUSBケーブルを使ってパソコンに接続しデータのやり取りや充電、携帯電話の通信網を使ったデータ通信などを行う。携帯電話側の端子は独自のものが多いが、汎用USBポートを採用したものもある。携帯音楽プレーヤーなどの小型デバイスも汎用USB端子を備えPCに接続するものが多い。薄型テレビ、AVアンプ、デジタルフォトフレーム、DVD/BDレコーダー/プレーヤーなどもUSB端子を持つものがあり、USBメモリ内のマルチメディア・ファイルを再生したりデジタルカメラ、デジタルビデオカメラなどとの接続に利用する。薄型テレビにはUSB接続されたHDDにTV放送を録画できる物がある。

### USB 3.0
早ければ2009年の年末からストレージ機器などの採用機器が登場すると見込まれていた。バッファローが2009年10月28日にUSB 3.0対応の外付けハードディスクドライブとUSB 3.0ポートを増設するためのインターフェースカードを発売。これは個人が購入できるUSB 3.0対応機器とインターフェースカードとしては世界初となる。コンシューマ向けに販売されているマザーボード、インターフェースボードではNECエレクトロニクス（現：ルネサス エレクトロニクス）製USB 3.0コントローラチップと、マーベル製SATA 3.0 (SATA 6 Gb/s) コントローラーチップが同一の基板上に搭載され、単一の製品として販売される事例が多い。PlayStation 4,Xbox Oneのみ、外付けHDDをUSB3.0の規格で接続でき、外付けHDDのゲームデータを直接起動することも可能である。
なお、実効500 MB/secであるUSB 3.0のインターフェースカードを増設する場合は、増設バスの帯域幅も実効500 MB/secのものが必要となり、さもなくば動作はするが増設バスがボトルネックとなる。PCI Express 2.0 x1（実効500 MB/sec）対応のものが標準的である。

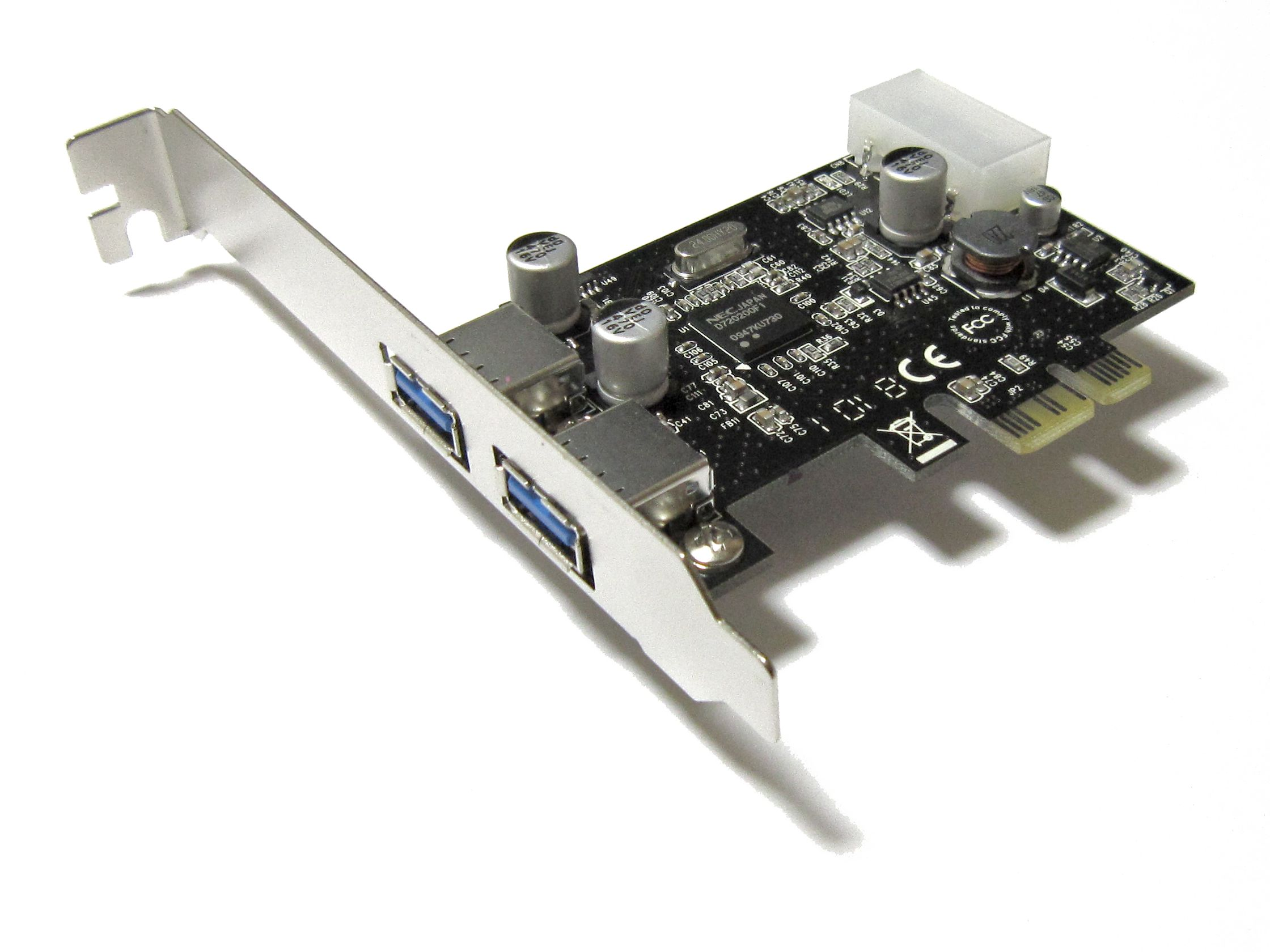
USB 3.0インターフェースカード
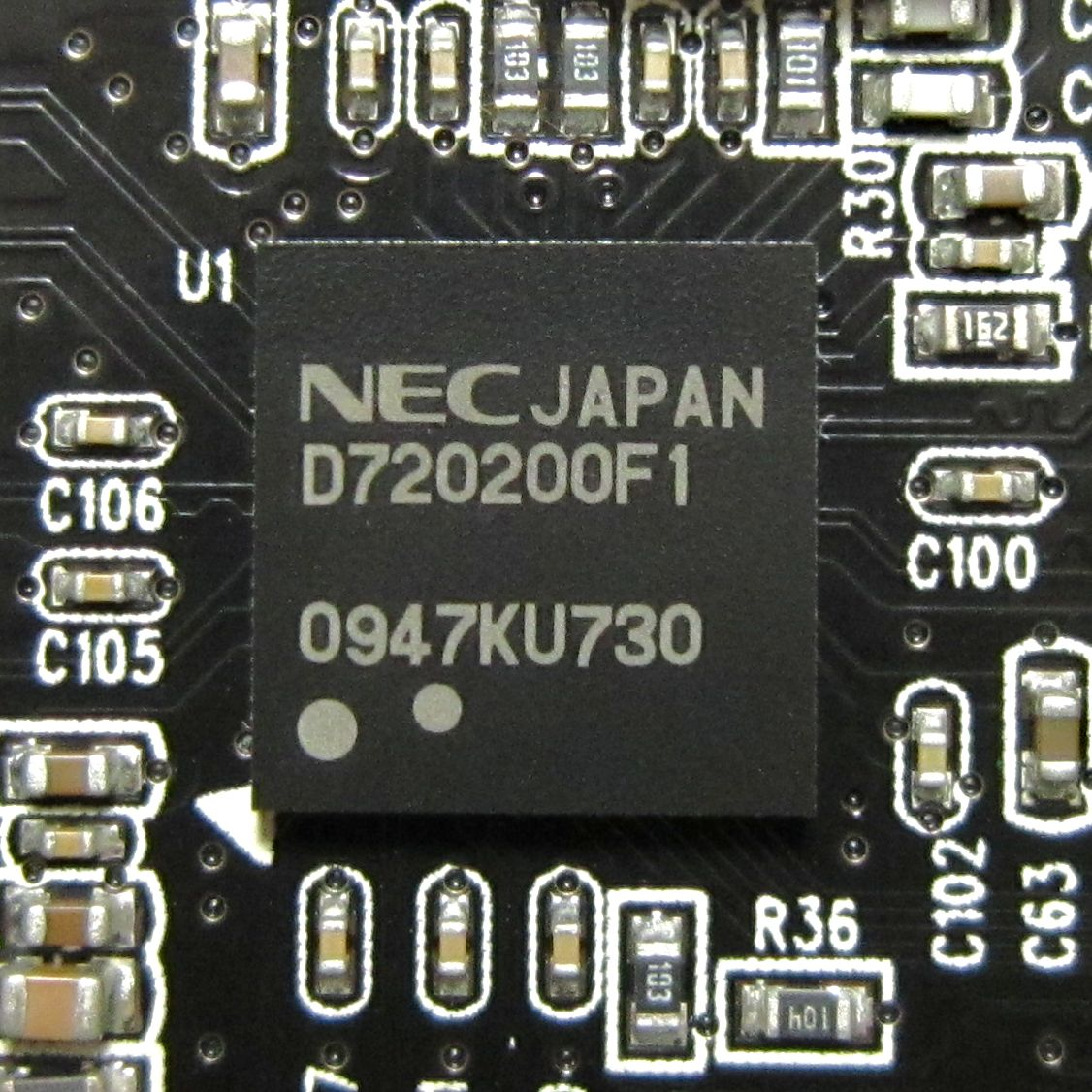
NECエレクトロニクス製USB 3.0ホストコントローラ (μPD720200)

2010年8月、初期に登場したUSB-IF未認証のコントローラーを採用したマザーボードでUSB 1.x/2.0機器を接続しても動作しない問題が起きている。

## サポートするOS
USB 2.0規格に対応するUSBデバイスは幅広いオペレーティングシステム (OS) でサポートされている。以下に主な物を示す。
- Windows 95 OSR2.1以降 (USB 1.x)
- Windows 98/Windows Me (USB 1.x)
- Windows 2000 Service Pack 4以降 (USB 2.0)
- Windows XP Service Pack 1以降 (USB 2.0)
- Windows Server 2003以降 (USB 2.0)
- Windows 8以降 (USB 3.0)
- Windows 10以降 (USB Type-C、USB4)
- Mac OS X v10.3 / Mac OS X Server v10.3以降
- 各種Linuxディストリビューション
  - USBクラス仕様でない独自プロトコルのデバイスは、ドライバーが提供されていないことが多い。またHigh Speedサポート（いわゆるUSB 2.0）は実質的にkernel 2.4.22以降の対応と見なすのが妥当である。
- 各種BSD系OS
- Solaris/OpenSolaris
- 超漢字
- BeOS、Haiku
- FreeDOS

USBクラス仕様の周辺機器の場合は、USBクラスデバイスをサポートするOS環境下であれば利用が可能である。組み込み系やゲーム機、デジタル家電等の場合は、ホスト側のUSBクラスデバイスのサポートが無かったり、不完全だったりする場合もある。またクラスデバイスでない周辺機器の場合も、各OS向けに周辺機器を認識するドライバ・ソフトウェアさえ用意されれば、同じ機器が利用できる。
USB 3.0規格に対応したUSBデバイスや、USBコントローラーを内蔵したマザーボード、インターフェースボード等は、2009年末から2010年前半に出揃い始めている。
OSのサポート状況は、それぞれのコントローラーやデバイスのドライバー（USB 3.0のマスストレージ、クラスドライバ等を含む）のサポートに主として依存すると目されている。OS自体がサポート打ち切りの場合、正式なドライバーのサポートは受けられない事が通例である。

## 主なUSBデバイス
- ヒューマンマシンインタフェース（ヒューマンインタフェースデバイス (HID)）
  - キーボード
  - 液晶ディスプレイ
  - ポインティングデバイス - マウス、トラックボール、ペンタブレット
  - ゲームコントローラー
  - リモコン受光部
  - バーコードリーダー、磁気カードリーダー
- 文書関連機器
  - プリンター
  - 携帯情報端末、電子ブックリーダー
  - 複合機
- 映像機器
  - デジタルカメラ
  - デジタルムービーカメラ
  - イメージスキャナー
  - CCDカメラユニット（= Webカメラ）
  - TVチューナー
  - デジタルフォトフレームと補助ディスプレイ
  - ビデオキャプチャーボックス
  - USBモニター
- 音響機器
  - オーディオ機器（MD・ポータブルデジタルオーディオプレーヤー他）
  - USB音源（= USBサウンドデバイス）、MIDI機器。USB音源はPCI接続の内蔵用カードなどに比べノイズの影響を受けにくく高音質を実現しやすい。
  - USBスピーカー
  - ICレコーダーの一部機種
  - ヘッドセット
  - ラジオチューナー
  - FMトランスミッター
- 外部記憶装置
  - USBメモリ
  - メモリーカード類のカードリーダ等
  - ハードディスクドライブ (HDD)
  - 光学ドライブ類 (CD/DVD/BD/MO)
  - フロッピーディスクドライブ
  - ソリッドステートドライブ (SSD)
- 通信装置類
  - USBハブ
  - 従来の接続ケーブル規格であるSCSI、RS-232Cなどを用いた周辺機器をUSBへ変換するためのケーブル変換器
  - ケーブル両端部でホスト動作するコンピュータ同士を直接接続してデータ転送を行うための特殊なケーブル接続器
  - USB経由で接続するネットワーク・アダプタ（LANカードや無線LAN）
  - USB機器をLANへ収容する装置。USBハブを備える製品もある。ネットワークアタッチトストレージに内蔵されることもある
  - モデム、ターミナルアダプタ、ダイアルアップ接続、ISDNなど。CATV/ADSL/FTTHなどのブロードバンド回線では、イーサネットの使用が主流である。
  - 携帯電話、PHS - AIR-EDGE PHONEや一部スマートフォンなど。携帯電話等ではMicroUSB等がインターフェースとして使用されており、それらの内の端末側コネクターが特殊形状のものでは専用の接続ケーブルを必要とするものがある。2009年11月、国際電気通信連合によって携帯電話の充電器と端子をMicroUSBに統一するよう勧告がなされた。2021年現在は主流が後継のType-C端子に移り変わっておりMicroUSBは安価なものを除き採用されなくなってきている。[要出典]
  - Bluetoothアダプタ
  - ICカードリーダー
- 内部接続用インターフェース
  - 複合機、ATM、自動販売機、マシニングセンタなど。いくつかのコンポーネントの集合によって成り立つ機器の内部接続にも使用される。以前はこのような機器同士の接続には取り回しが不便なレガシーインターフェースや汎用性に乏しいベンダー固有インターフェースで接続される事が多かったが、これをUSBに置き換えることにより設計自由度の向上や実装コストの削減が見込める。
- その他
  - 広告POP用の電光掲示板
  - 無停電電源装置 - 電源障害時に接続しているサーバ等を安全な方法でシャットダウンさせる為の信号を送る。
  - 電子楽器 - 電子楽器を制御して演奏させたり、人による演奏手順を記録する際に使用。
  - 組み込みシステム開発に用いるデバッガ類
    - オンチップ・エミュレータ
    - インサーキット・エミュレータ

  - 開発者向けゲーム機 - プログラミングなどを行うパソコンと接続しデバッグ情報の送受信が行えるよう特別に設計されたゲーム機。
  - 測定機器 - 主にデバイス側であるが高機能な機器ではホストにもなり得る。
  - おもちゃ - ロボットなど
  - ジョークグッズ
    - バンプレストが、テレビアニメ『機動戦士ガンダム』に登場する、『テム・レイの回路』（ガンダムのパワーアップ回路とされたが、実際には旧式回路で全く役に立たない）を模したグッズを頒布するにあたって、「旧式回路」という原作の設定を再現するため、当時は既に古い規格になっていたUSB 1.1のUSBハブとして製作された。
- バスパワーだけを使用する機器
  - ミニライト、扇風機、マグカップヒーターなど
  - 充電器
  - 冷却装置
  - USB Killer